# جامعة دونكوك
جامعة دونكوك (بالكورية: 동국대학교) (بالصينية: 東 國 大 學校) (بالإنجليزية: دونكوك University) هي جامعة خاصة تتبع نظام الأربع سنوات وتقع في منطقة جونغ في مدينة سول عاصمة جمهورية كوريا الجنوبية. تضم الجامعة أربعة حُرُم جامعية إضافية، حرم جامعي في مدينة سول، وحرم جامعي في مقاطعة غيونغسانغ الشمالية في مدينة غيونجو، وحرم في مدينة غويانغ بمقاطعة غيونغي، وحرم رابع في مدينة لوس أنجلوس بولاية كاليفورنيا في الولايات المتحدة الأمريكية. أسس الجامعة رواد بوذيون عام 1906 لرعاية المواهب البوذية بهدف تحصيل العلم وتحقيق الخلاص الوطني. اختصار الجامعة هو دونغداي (بالكورية: 동대) (بالإنجليزية: DU) (بالصينية: 東大).
في عام 1906، وهو العام العاشر من حكم غوانغمو للإمبراطورية الكورية، أخذت جمعية البحوث البوذية زمام المبادرة وأنشأت مدرسة ميونغ جين. في عام 1946، تمت ترقيتها إلى مؤسسة جامعية وأصبحت جامعة دونكوك. تأسست الجامعة على قيم الروح البوذية، الهادفة لتحقيق عالم مثالي يثق فيه الناس بعضهم بعضا ويتبادلون الاحترام وذلك عبر تحصيل العلم الأكاديمي وتهذيب الشخصية، وتبني الحكمة والرحمة لصلاح الأمة والمجتمع البشري والطبيعة. الحيوان الرمزي للجامعة هو الفيل استلهاما من حلم الملكة مايا الساقية حول فيل أبيض تعبيرا عن ولادة شاكياموني، والزهرة الرمزية للجامعة هي زهرة اللوتس التي تعكس الحقيقة البوذية.
تهدف جامعة دونكوك إلى احتضان وتعزيز المواهب القيادية التي ستساهم في تحقيق مُثل الأمة والمجتمع البشري، وأيضًا رعاية الأشخاص ذوي المعرفة المتعددة وذلك بتوفير تعليم من خلال تعليم متوافق. تدير الجامعة كلية للدراسات العليا في الطب، وتدير مستشفيين جامعيين في الطب الشرقي، الأول في بلدة بوندانغ غو، بمدينة غويانغ، في مقاطعةغيونغي، والثاني في بلدة غيونغجو في مقاطعة غيونغسانغ الشمالية. بالإضافة إلى ذلك، حصلت كلية إدارة الأعمال والمدرسة العليا على الاعتماد الدولي للتعليم الإداري من مجلس تطوير كليات إدارة الأعمال.

## تاريخ الجامعة

### من عام 1906 إلى عام 1953

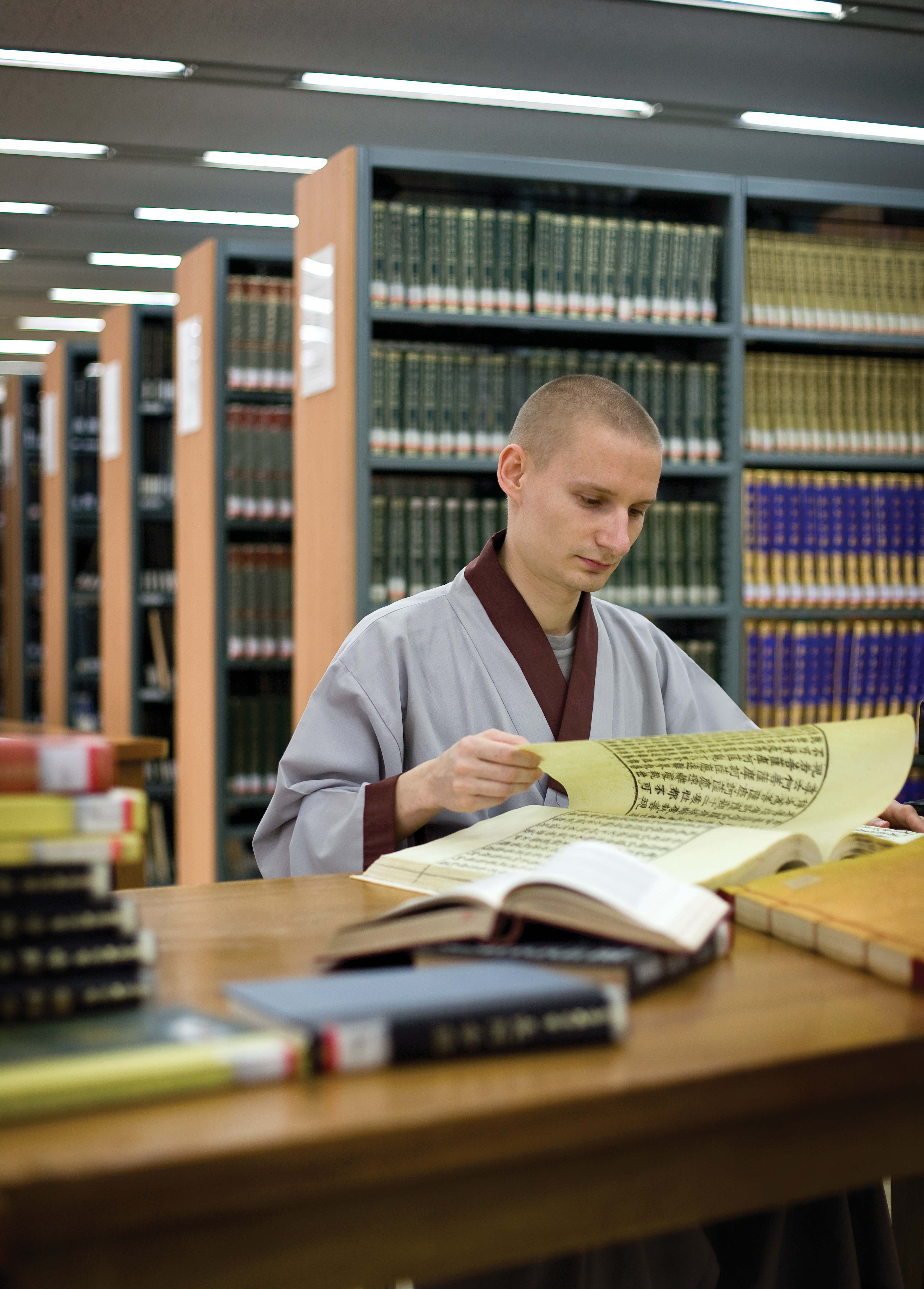
أحد الطلاب في كنف المكتبة المركزية بجامعة دونكوك

يبدأ تاريخ جامعة دونكوك بمدرسة ميونغ جين ذات نظام العامين في الإمبراطورية الكورية. فقد معبد وونهونغسا وظيفته المتمثلة في الدعاء للأسرة الإمبراطورية وللإشراف على المعابد في جميع أنحاء البلاد، بسبب إلغاء مكتب الإدارة الخاص في عام 1904. بعد ذلك تم إنشاء مدرسة ميونغ جين فوقع تحويلها إلى مدرسة بوذية ذات نظام الثلاث السنوات في عام 1910. وفي عام 1914، تم تغيير اسمها إلى مدرسة غانغسوك الثانوية البوذية، وفي عام 1915 تم تغيير اسمها إلى يونغيانغ هاكريم. في 30 سبتمبر 1919، أغلقت الإمبراطورية اليابانية المدرسة بالقوة لقيادتها حركة الأول من مارس. تم افتتاح المدرسة في عام 1930، وترقيتها إلى الكلية البوذية المركزية، وفي عام 1940، تم تغيير اسمها إلى كلية هيوها. بعد ذلك، في 30 مايو 1944، تم إغلاق المدرسة بالقوة مرة أخرى بأمر من جيش الإمبراطورية اليابانية. في 27 أكتوبر 1945، افتتحت كلية هيوها مرة أخرى، وفي 20 سبتمبر 1946، تمت ترقيتها إلى جامعة دونكوك.
حصلت جامعة دونكوك على اسمها الحالي عندما تمت ترقية كلية هيوها إلى جامعة دونكوك في 20 سبتمبر 1946. وُضعت آنذاك ثلاث أسماء مقترحة للمدرسة، وهي كوريو (بالكورية: 고려) ودونكوك (بالكورية: 동국) وجوسيون (بالكورية: 조선). وقع جدال كبير في عملية القرار النهائي، لكن على الرغم من ذلك فقد تم اعتماد اسم دونكوك كاسم للمدرسة، ومعناه «بلد الصباح الشرقي المشرق»، وقد اقترح الاسمَ أستاذ محاضر مشهور كان يدرس الأدب الكوري قبل التحرير واسمه مواي جانغ جا يون.
في عام 1951، في خضام الحرب الكورية، بسبب انسحاب الرابع من يناير (معركة سول الثالثة)، تم افتتاح مدرسة في حي شينغشانغ دون بمنطقة جونغ في مدينة بوسان، وعادت إلى موقعها الأصلي في سبتمبر 1953. في عام 1953، تمت ترقيتها إلى جامعة ذات نظام الأربع سنوات، وتم إنشاء مدرسة الدراسات العليا في نفس الوقت مع جامعة دونكوك الحالية.

### من عام 1954 إلى عام 1980
كانت جامعة دونكوك واحدة من أفضل ثلاث مدارس خاصة في كوريا، وقد وقفت جنبًا إلى جنب مع جامعة يونسي وجامعة كوريا حتى أواخر السبعينيات. في مارس 1956، بدأ تشييد ميونغ جينغوان، وهو أقدم مبنى في الحرم الجامعي، واكتمل البناء في 30 ديسمبر من ذلك العام. في عام 1965، استحوذت الجامعة على مدرسة أونسيوك الوطنية، ثم مدرسة هونغكوك الإعدادية الثانوية في عام 1966 وأعيدت تسميتها بمدرسة دونكوك الإعدادية الثانوية في عام 1967، ثم ضمت مدرسة غومسان الإعدادية ومدرسة ميونغسيونغ الإعدادية الثانوية للبنات. في عام 1967، تم إنشاء كلية الدراسات العليا للإدارة العامة. في عام 1978، تم إنشاء مدرسة فرعية في كيونغجو، وافتتحت المدرسة في عام 1979 ووقعت توسعتها.
في ذلك الوقت، شاركت جامعة دونكوك بنشاط في حركة التحول الديمقراطي في كوريا. في عام 1960، شارك طالب السنة الثالثة قانون، نوه هي دو، في ثورة 19 أبريل، وفيها أردي قتيلا بعدما أطلقت الشرطة النار عليه. في 25 نوفمبر 1960، شُيد برج دونغ وو لإحياء ذكرى الطلاب الذين ماتوا خلال ثورة 19 أبريل. في عام 1965، بدأت المعاهدة الكورية اليابانية انتفاضة 3 يونيو ضد التوقيع على المعاهدة الأساسية. في عام 1965، وقعت انتفاضة الثالث من يونيو المناهضة لاتفاقية تطبيع العلاقات مع اليابان وفي 13 أبريل 1965، تلقى كيم جونغ باي، وهو طالب في السنة الثانية في كلية الزراعة، ضربة من الشرطة على الرأس أودت بحياته.

### من عام 1981 إلى عام 2000
استمرت الخلافات بين المدارس وفي أروقتها والتي بدأت في منتصف السبعينيات واستمرت حتى الثمانينيات. أدت تلك الخلافات بالإضافة إلى التركيز على القيم التقليدية بدلاً من الابتكارات، إلى تباطأ النمو في المؤسسة إلى حد ما. في عام 1991، تم إصدار سندات مدرسية للبيع بهدف التغلب على الصعوبات المالية، ولكن تم إيقاف إصدارها في عام 1995 بسبب ضعف المبيعات.
في عام 1982، وقع تقسيم كلية الفنون الليبرالية إلى كلية الفنون الليبرالية وكلية العلوم لإنشاء نظام متوازن للتخصصات الفرعية لقسم الفنون الليبرالية. في عام 1983، تم افتتاح مستشفى كيونغجو للطب الشرقي التابع لكلية الطب الشرقي، وفي عام 1988، تم الاستيلاء على مستشفى بوهانج المسيحي لافتتاح مستشفى بوهانج والمركز الطبي بجامعة دونكوك. في عام 1989، تم افتتاح مستشفى دونكوك للطب الشرقي، والذي حقق تقدمًا في مجالات الطب والطب الشرقي. في عام 1991، تم افتتاح مستشفى غيونغجو التابع لكلية الطب. بالإضافة إلى ذلك، تم اختيار قسم الثقافة البوذية ضمن برنامج BK21 [بالكورية] وكذلك مجموعة تعليم الفكر والبحوث للعلوم الإنسانية والاجتماعية التابعة لوزارة التعليم، وقسم الهندسة الإلكترونية، والكيمياء، والهندسة المدنية والبيئية، وقسم الهندسة الكيميائية، والمسرح كما تم اختيار فرق مشروع قسم الأفلام في المجالات الأساسية.

### من عام 2001 إلى اليوم
في سبتمبر 2005، عينت جامعة دونكوك شين جونغ آه، التي شغلت منصب المدير الفني المشترك لبينالي غوانغجو، بصفة أستاذ مساعد في كلية الدراسات العليا للثقافة والفنون. في يوليو 2007، أرسلت جامعة دونكوك خطابًا رسميًا إلى جامعة ييل تستفسر فيه عن صحة شهادة دكتوراه شين جونغ آه التي حصلت عليها، وفي 11 يوليو، تلقت ردًا يفيد بأن الشهادة العلمية مزورة وأنه لا يوجد اسمها في سجل التسجيل في جامعة ييل. ليس هذا فقط، بل تم تزوير شهادتي البكالوريوس والماجستير من جامعة كانساس، وأثيرت شكوك حول وجود فساد في عملية التوظيف في البداية لم تتلقى الجامعة ردا من جامعة كانساس والرد الذي تلقته من جامعة ييل أفاد بأن شين جونغ آه بالفعل تحصلت على الدكتوراه من ييل. في وقت تعيينها، انتابت الشكوك الأساتذة في كلية الآداب حول صحة الخلفية الأكاديمية لشين جونغ آه، لكن جامعة دونكوك لم تعرهم انتباها ووضعتها في كلية الدراسات العليا للثقافة والفنون. تم تقديم أدلة في مجلس الإدارة رقم 226 لجامعة دونكوك، وهي مؤسسة مدرسية مفتوحة، من قبيل إقرارات وقوائم أطروحات، بقيادة المدير جانغ يون، والتي بينت تزوير شين جونغ آه لدرجة الدكتوراه، ولكن تم تجاهل هذه أيضًا من قبل المؤسسة وجامعة دونكوك. قامت جامعة دونكوك بطرد شين جونغ آه في 20 يوليو وقدمت شكوى إلى النيابة. في مقابلة مع مجلة سيسا إن، ادعت شين جونغ آه أنها دفعت الرسوم الدراسية لجامعة ييل، وشاهدت محاضرات عبر الإنترنت، وتخرجت بعدما قدمت أطروحتها.
زعمت جامعة ييل أن وثائق إثبات الشهادة الخاصة بشين جونغ آه التي أرسلتها جامعة دونكوك في يوليو كانت كلها مزورة وأنها لم تتلق خطابًا رسميًا يتعلق بالتحقق من الشهادة، وتبين أن المستندات قد تم استلامها. في 27 ديسمبر، عقدت جامعة دونكوك مؤتمراً صحفياً أفادت فيه بأن جامعة ييل أقرت بأن الوثائق التي أرسلتها في وقت تعيين شين جونغ آه صحيحة، واعترفت بخطئها وأعربت عن أسفها. في 1 فبراير 2008، أرسلت جامعة ييل خطاب اعتذار رسمي عبر البريد الإلكتروني إلى جامعة دونكوك باسم الرئيس آنذاك ريتشارد ليفين. في 24 مارس، رفعت جامعة دونكوك دعوى مدنية أمام محكمة ولاية كونيتيكت في الولايات المتحدة، مطالبة بتعويض قدره 50 مليون دولار، مدعية أن سمعة جامعة دونكوك قد تضررت بشكل خطير بسبب خطأ جامعة ييل. ردت جامعة ييل بأن ما وقع كان غير مقصود وقدمت اعتذارًا رسميًا وعرضت على جامعة دونكوك تعاونا تعليميا.
في 8 يونيو 2012، رفضت محكمة ولاية كونيتيكت دعوى جامعة دونكوك في المحاكمة الأولى قائلة إنه لا يوجد دليل كاف على أن جامعة ييل قد حرفت عن عمد الشهادة. استأنفت جامعة دونكوك أمام محكمة كونيتيكت الفيدرالية في 5 يوليو، قائلة إن عملية ونتائج الحكم الابتدائي، لكن رفضت الدعوى. قالت جامعة دونكوك أن تصرفات ييل «شوهت بشدة» سمعة جامعة دونكوك، وكلفت الموظفين وظائفهم، وأدت إلى انخفاض التبرعات والمنح الحكومية وقل توافد الطلاب للتسجيل. فشلت جامعة دونكوك في إثبات نية جامعة ييل الخبيثة، ولم يكن لديها دليل على أن مديري جامعة ييل كانوا على علم بأن الشهادة كانت مزورة. بعد الانتهاء من الحكم، رفعت جامعة ييل دعوى قضائية ضد جامعة دونكوك لدفع تكاليف التقاضي وفقًا لحكم المحكمة الأمريكية، وحُكم عليها بالدفع لجامعة ييل.
في 27 سبتمبر 2005، أقيم حفل افتتاح مستشفى إيلسان دونكوك الجامعي ومستشفى الطب الشرقي. في عام 2006، أقيم احتفال للاحتفال بالذكرى المئوية لافتتاح الجامعة، وكتب الشاعر سيو جيونغ جو قصيدة قبل وفاته كرسها لجامعته. بالإضافة إلى ذلك، تم افتتاح كلية الدراسات العليا لإدارة الأعمال في عام 2007. تم اختيار حرم جامعة دونكوك في كيونغجو من قبل وزارة التعليم والعلوم والتكنولوجيا لدعم مشروع تعزيز كفاءات التعليم الجامعي لأربع سنوات متتالية من 2009 إلى 2012. في عام 2008، تبرع آهن شاي ران، خريج جامعة دونكوك ورئيس مدرسة يونغسيوك الثانوية في مدينة أويجيونغبو، بأكاديمية يونغسيوك إلى جامعة دونكوك.
من السبعينيات والثمانينيات حتى الآن، انكمش التعليم في المدرسة إلى حد ما، فتم إطلاق حركة «المدرسة الثانية» في عام 2011 والتي تركزت على الخريجين، والحقائق النبيلة الأربع، والأم المرضعة، والعبادة، بهدف توحيد الجهود لاستعادة السمعة القديمة.
في عام 2010، سعت الجامعة للاستحواذ على جامعة كيونجي بمبلغ حوالي 150 مليار وون لكن مجلس الإدارة المؤقت بجامعة كيونجي رفض عرض جامعة دونكوك. في عام 2012، تم اعتماد جامعة دونكوك للأعمال من قبل جمعية تطوير كليات إدارة الأعمال. في عام 2014، قام فيليم ألكساندر ملك هولندا برفقة الملكة الهولندية ماكسيما بزيارة الجامعة خلال زيارة الدولة لكوريا الجنوبية وحضرا ندوة أقامها معبد البوذية الكورية يونغاكوون في الجامعة.
احتفلت جامعة دونكوك بالذكرى 111 لتأسيسها في عام 2017، وأعلنت عن شعارها الجديد «حكمة، تعاطف، مغامرة» (بالكورية: 지혜، 자비، 정진) (بالصينية: 智慧، 慈悲، 精進) (بالإنجليزية:Wisdom، Compassion، Endeavour) الذي حل محل الشعار السابق «هذب عقلك وتصرف بواقعية وموثوقية، أحب الناس واسعى لإنقاذ البشرية من العذاب» (بالكورية: 섭심، 신실، 자애، 도세) (بالصينية: 攝心، 信實، 慈愛، 度) (بالإنجليزية: Steady one's clean mind, Behave truly and reliably, Love people with benevolence, Save mankind from agony).

## أهداف الجامعة التعليمية ونهجها

### الهدف التعليمي
تهدف جامعة دونكوك إلى رعاية المواهب الرائدة التي ستساهم في تحقيق مُثُل الأمة والمجتمع البشري عبر إجراء الأبحاث وتطوير التعليم حول النظريات الأكاديمية والأساليب التطبيقية للمساهمة في نشر الثقافة الكورية في العالم، بما في ذلك الفلسفة البوذية. في حفل الاحتفال بمرور 100 عام على افتتاح الجامعة في 8 مايو 2006، تم الإعلان عن سعيها لتحقيق قفزة إلى الأمام كجامعة ذات نموذج في مجالات التعليم والبحث وترسيخ مكانتها كجامعة مميزة معترف بها من قبل العالم مع التركيز على توسيع البنية التحتية للجامعة.
في عام 2014، بهدف تعزيز تعليم يتجاوز التقسيم بين العلوم الإنسانية والطبيعية، تم توسيع مركز تعليم الفنون الحرة ليشمل كلية دارما وتم إطلاقه للمساهمة في تحسين فهم الثقافة الإنسانية وتعزيز المواهب المعرفية المتعددة. بالإضافة إلى ذلك، تبذل الجامعة جهودًا لتعزيز التعليم الاسْتِدقاقي ورعاية المواهب من خلال إلزام الطلاب الجدد بأخذ دورات تكوينية في البرمجيات في عام 2016.

### نظام التعليم
تنقسم مناهج البكالوريوس المنتظمة في جامعة دونكوك إلى مناهج خاصة بالفنون الحرة، والمناهج الدراسية الرئيسية، والدورات الاختيارية العامة. لكي يتخرج الطلاب يجب عليهم إكمال المناهج التالية: «استكشاف الحياة الجامعية» و«الاستبطان» و«مواطن القرن الحادي والعشرين» و«الكتابة» و«ندوة تحف العالم» و«القيادة» و«الدراسات الإقليمية» في مناهج الفنون الحرة. بالإضافة إلى ذلك، هناك مواد تخصصية هي: «تحدي متسلق الجبال بارك يونغ سيوك»، والذي يعيد فحص أهمية استكشاف الجبال التي يقدمها بكالوريوس بارك يونغ سيوك، ودورات التوظيف الوظيفي، ودورات ريادة الأعمال، والدورات التدريبية الميدانية، ويتم توفير دورات الخدمة الاجتماعية.

## الحرم الجامعي
تضم الجامعة أربع حُرم جامعية هي:

### حرم سول
اعتبارًا من 2013، تحتضن جامعة دونكوك في حرم سول 12 كلية للدراسات العليا (كلية الدراسات العليا العامة، كلية الدراسات العليا للتصوير، كلية إدارة الأعمال، مدرسة الدراسات العليا البوذية، الإدارة العامة، كلية الدراسات العليا في قانون الشرطة، كلية الدراسات العليا للتعليم، كلية الدراسات العليا للمعلومات الإعلامية، كلية الدراسات العليا في الثقافة والفنون، كلية الدراسات العليا للمعلومات، كلية الحقوق، الصيدلة). مدرسة الدراسات العليا)، 11 كلية تخرجية (الكلية البوذية، كلية الآداب الليبرالية، كلية العلوم، كلية القانون، كلية العلوم الاجتماعية، كلية الأعمال، كلية النظم الحيوية، كلية الهندسة، كلية التربية، كلية الآداب، كلية الصيدلة).
يقع الحرم الجامعي الرئيسي لجامعة دونكوك في منطقة جونغ، في العاصمة سول، شمال جبل نام. ترتبط المباني العلوية للحرم الجامعي مباشرة بمسارات حديقة نامسان. جاء المدخل الرئيسي للحرم الجامعي في محطة جامعة دونكوك عند تقاطع خطي مترو أنفاق سول 3 و4. يقع بالقرب من محطة شونغمورو بالقرب من المدخل الخلفي.

### إلسان، حرم غويانغ
يقع حرم إلسان بالقرب من مستشفى إلسان التابع لجامعة دونكوك، ويركز الحرم الجامعي في مناهجه التعليمية على التكنولوجيا الطبية والطب والطب الكوري التقليدي.

### حرم غيونجو
تم افتتاح الحرم الجامعي في عام 1979، ويقع في غيونجو، مقاطعة غيونغسانغ الشمالية. اعتبارًا من 2013، تحتضن جامعة دونكوك في حرم غيونجو 6 كليات للدراسات العليا (كلية الدراسات العليا العامة، كلية الدراسات العليا في التربية، كلية الطب، كلية الدراسات العليا للثقافة البوذية، كلية الدراسات العليا للعلوم الاجتماعية، كلية إدارة الأعمال) و9 كليات تخرجية (كلية الثقافة البوذية، كلية العلوم الإنسانية وكلية العلوم والتكنولوجيا، وكلية الطاقة والبيئة، وكلية الدراسات الاجتماعية، وكلية الأعمال والسياحة، وكلية التعليم البيداغوجي، وكلية الطب الشرقي، وكلية الطب).

### حرم لوس أنجلوس
تأسس الحرم الجامعي عام 1906، بعد اندماج جامعة دونكوك والجامعة الملكية الأمريكية، ويركز الحرم الجامعي على تعليم الطب الكوري التقليدي. أسس الجامعة الملكية الأمريكية الدكتور تشانغ جي كيم لتعليم الوخز بالإبر والطب الشرقي. في عام 1997 ضمت جامعة دونكوك الجامعة الملكية الأمريكية وأعادت تسميتها جامعة دونكوك الملكية، ويعد ذلك غير مسبوق في كوريا الجنوبية بحيث لم تكن أي جامعة أنذاك تملك أو تدير مؤسسات تعليمية خارج البلد. في 5 مارس 2009، أعيد تسمية الجامعة لتصبح جامعة دونكوك في لوس أنجلوس خلال الاحتفال بالذكرى الثلاثين لتأسيسها.

## المنشورات والوسائط

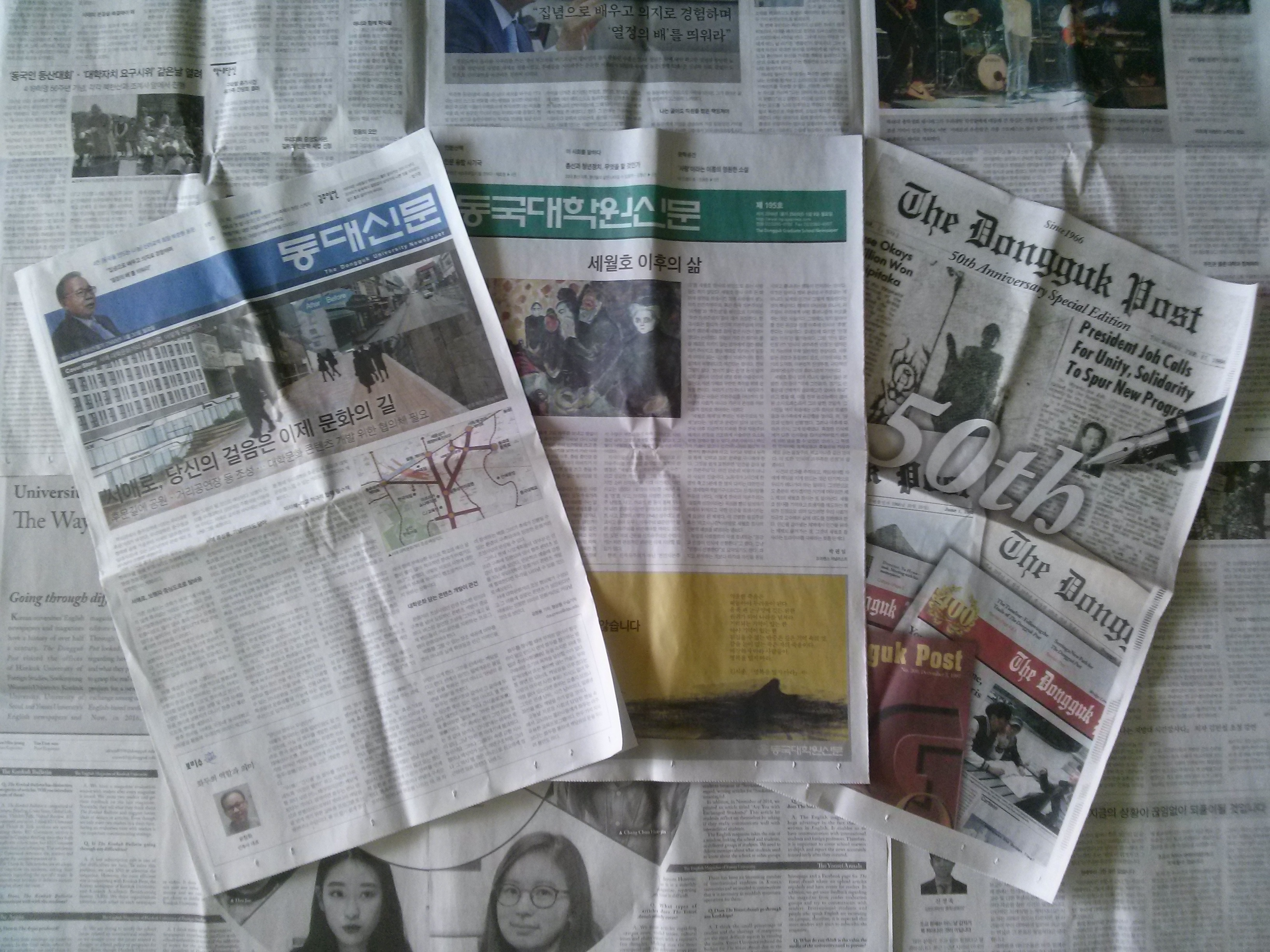
جريدة دونغ ديمون، وجريدة كلية دونكوك للدراسات العليا، وصحيفة دونكوك بوست

تشمل وسائل الإعلام داخل الحرم الجامعي في جامعة دونكوك محطة البث التعليمي وجريدة دونكوك وصحيفة اللغة الإنجليزية وجريدة الدراسات العليا.

### البث التربوي
بدأت محطة البث التعليمي البث في 1 سبتمبر 1959، وبدأ البث عبر الكابل في 5 مارس 1964. يعمل فيها حوالي 30 شخصا في الجمعية الوطنية، وهم مقسمون إلى قسم الإنتاج وقسم الصحافة وقسم المذيعين وقسم التكنولوجيا.
- تاريخ التأسيس: 01 سبتمبر 1959
- الموقع: http://www.dubscast.com/

### جريدة دونغ ديمون
جريدة دونغ ديمون (بالإنجليزية: Dongdae Shinmun) (بالكورية: 동대 신문) هي صحيفة يومية يديرها الطلاب. تأسست في 15 أبريل 1950، واستمر طبعها ونشرها خلال الحرب الكورية وثورة 19 أبريل وانتفاضة يونيو الديمقراطية. منذ 24 أغسطس 2009، تم تغيير نتسيق الجريدة من النسخة الكبيرة إلى طبعة برلينر.
- تاريخ التأسيس: 15 أبريل 1950
- الموقع: http://www.dgupress.com

### جريدة دونكوك بوست
جريدة دونكوك بوست (بالإنجليزية: The Dongguk Post) هي الوسيلة الإعلامية الوحيدة باللغة الإنجليزية التي تنشرها جامعة دونكوك، وهي توفر مقالات للطلاب الكوريين وكذلك الطلاب الأجانب من خلال كتابة مقالات باللغة الإنجليزية بناءً على المعلومات التي تم الحصول عليها من مواقع التغطية داخل المدرسة وخارجها.
- تاريخ التأسيس: 1965
- الموقع: http://www.dgupost.com

### جريدة كلية دونكوك للدراسات العليا
جريدة كلية دونكوك للدراسات العليا (بالإنجليزية: Graduate School Newspaper) هي صحيفة داخلية تنشرها كلية الدراسات العليا، وقد تأسست عام 1988 بهدف إرساء الديمقراطية.
- تاريخ التأسيس: 1988
- الموقع: http://www.dgugspress.com

## التصنيفات العالمية والمحلية
| تصنيفات الجامعة    | تصنيفات الجامعة |
| عالميا             | عالميا          |
| ------------------ | --------------- |
| كواكواريلي سيموندس | 456             |
| آسيا               |                 |
| كواكواريلي سيموندس | 96              |

منذ أن تمت ترقية دونكوك إلى جامعة في عام 1946، تخرج منها العديد من الطلاب الوافدين من جميع أنحاء كوريا الجنوبية. يشغل خريجو قسم إدارة الشرطة، الذي تم إنشاؤه قبل أكاديمية الشرطة الوطنية في عام 1962، نسبة كبيرة من مناصب رؤساء الشرطة في مختلف المناطق، وكذلك في المناصب التنفيذية بما في ذلك مفوضي وكالة الشرطة الوطنية. بالإضافة إلى ذلك، تم إنشاء قسم كوريا الشمالية لأول مرة في جمهورية كوريا في عام 1994 لغرض رعاية الموظفين العمليين للتبادل والتعاون بين الكوريتين في التحضير لتوحيد ورعاية الخبراء الذين لديهم القدرة على توطيد العلاقات بين الكوريتين. في عام 2012، كانت كلية إدارة الأعمال هي العاشرة في كوريا التي تحصل على الاعتماد الدولي لتعليم الإدارة من جمعية تطوير كليات إدارة الأعمال الدولية.
وفقًا لمسح أجري عام 2011 في عالم الأعمال، تخرج 64 من المديرين التنفيذيين العاملين في أفضل 100 شركة من حيث المبيعات من جامعة دونكوك، وتحتل بذلك المركز الخامس عشر بين الجامعات الكورية.
في تقييم الجامعات المحلية، احتلت جامعة دونكوك المرتبة الحادية عشر في تصنيفات الجامعات من جريدة جونغ أنغ إلبو الصادر في عام 2014. احتلت المرتبة الثالثة على مستوى الدولة في تصنيفات الجامعات من جريدة جونغ أنغ إلبو لعام 2012، والمرتبة 17 في آسيا والثالث في كوريا في تصنيفات صحيفة تشوسون لأفضل الجامعات الآسيوية. احتل قطاع العلوم والهندسة المرتبة 11 في تصنيفات أفضل جامعات العلوم والهندسة في كوريا لعام 2017، حصل قسم الإحصاء على أفضل تقييم جنبًا إلى جنب مع جامعة سول الحكومية وجامعة تشونغ أنغ في عام 2017.
في تصنيفات الجامعات العالمية، احتلت المرتبة 77 على صعيد آسيا في تصنيف كيو إس للجامعات العالمية لعام 2015. في تصنيف كيو إس للجامعات العالمية لعام 2018، جاءت في الرتبة 471-480 جنبًا إلى جنب مع جامعة ولاية أيوا في الولايات المتحدة، وجامعة غراتس في النمسا، وجامعة تيانجين في الصين. احتلت الجامعة المرتبة 211 على صعيد آسيا والمرتبة 656 عالميا في تصنيف لايدن لعام 2017 والذي تصدره جامعة لايدن في هولندا.

## أبرز المتخرجين
خرج من رحم جامعة دونكوك العديد من الشخصيات البارزة والمشهورة ولعل أشهرها هو الفيلسوف هان يونغ أون، الذي تخرج من مدرسة ميونغ جين أنذاك قبل أكثر من 100 عام.
منذ أن تمت ترقية دونكوك إلى جامعة في عام 1946، تخرج منها العديد من الطلاب الوافدين من جميع أنحاء كوريا الجنوبية. يشغل خريجو قسم إدارة الشرطة، الذي تم إنشاؤه قبل أكاديمية الشرطة الوطنية في عام 1962، نسبة كبيرة من مناصب رؤساء الشرطة في مختلف المناطق، وكذلك في المناصب التنفيذية بما في ذلك مفوضي وكالة الشرطة الوطنية.
ولاستعادة الوحدة الكورية وتوطيد العلاقات بين كوريا الشمالية وكوريا الجنوبية، أنشأت الجامعة في عام 1994 قسما في الدراسات حول كوريا الشمالية لأول مرة في كوريا. في عام 2017، تم تعيين سوه هون، خريج الدراسات الكورية الشمالية، في منصب المدير الثاني والعشرين لجهاز المخابرات الوطني في كوريا الجنوبية.
وقع إنشاء قسم المسرح والسينما والإعلام لأول مرة في كوريا الجنوبية في عام 1960، وهو أحد أفضل مدارس السينما في كوريا وأرقاها، وقد تخرج منه العديد من الخريجين في مجال صناعة السينما في كوريا الجنوبية وصناعة الكيبوب. من بين خريجي قسم المسرح والسينما والإعلام لي ديوك-هوا، وتشوي مين سيك، وتشو يو جونغ، ولي كيو هيونج، وهان سوك كيو، وكيم هي-سو، وجون جي هيون، وإي سنغ غي وبارك من يونغ، ولي جاي يون، وإم يوناه، وكيم جي وون، وسيوهيون. كما أن يونغ ك من فرقة الروك داي6 التابعة لشركة جاي واي بي إنترتينمنت هو أيضًا من الخريجين وقد تحصل على درجة البكالوريوس في إدارة الأعمال.
حقق خريجو جامعة دونكوك نجاحات بارزة في الرياضات الاخترافية والفنون. من بين الخريجين في الرياضة الاحترافية لاعب البيسبول كيم سيونغ هان، وهان داي هوا، وسونغ جين وو، وبارك هان يي، ولاعب كرة القدم آهن هيو يون ومتسلق الجبال بارك يونغ سيوك، وخريجو الفنون من بينهم الروائي هوانغ سوك يونغ، وجو جونغ راي، والشاعر شين كيونغ نيم، ومون تشونغ هي، والمغني وكاتب الاغاني يونغ كيه والرسام سيوك تشولجو.











## التبادل الدولي
اعتبارًا من نوفمبر 2012، أبرمت جامعة دونكوك اتفاقيات تبادل مع 160 جامعة في 40 دولة، بما في ذلك جامعة كاليفورنيا في الولايات المتحدة، وجامعة غاكوشوين في اليابان، وجامعة بكين في الصين. في كل عام، يدرس حوالي 500 طالب في جامعات أجنبية، ويدرس حوالي 1800 طالب أجنبي في جامعة دونكوك. وبالإضافة إلى ذلك، اعتمد نظام الشهادة المزدوجة مع جامعة ولاية نيويورك في الولايات المتحدة الأمريكية وجامعة ستوني بروك، جامعة الولاية الشمالية، وجامعة دونغبي العادية في الصين.
تشمل جامعات التبادل الكبرى الجامعات التالية:
- جامعة ديوك
- جامعة ولاية ميشيغان
- جامعة كاليفورنيا لوس أنجلوس
- جامعة مانشستر
- جامعة كولومبيا البريطانية
- جامعة ساو باولو
- جامعة هامبورغ
- جامعة أوسلو
- جامعة فيكتوريا (ويلينغتون)
- جامعة غاكوشوين
- جامعة تسينغ - هوا
- جامعة بكين

## معرض الصور


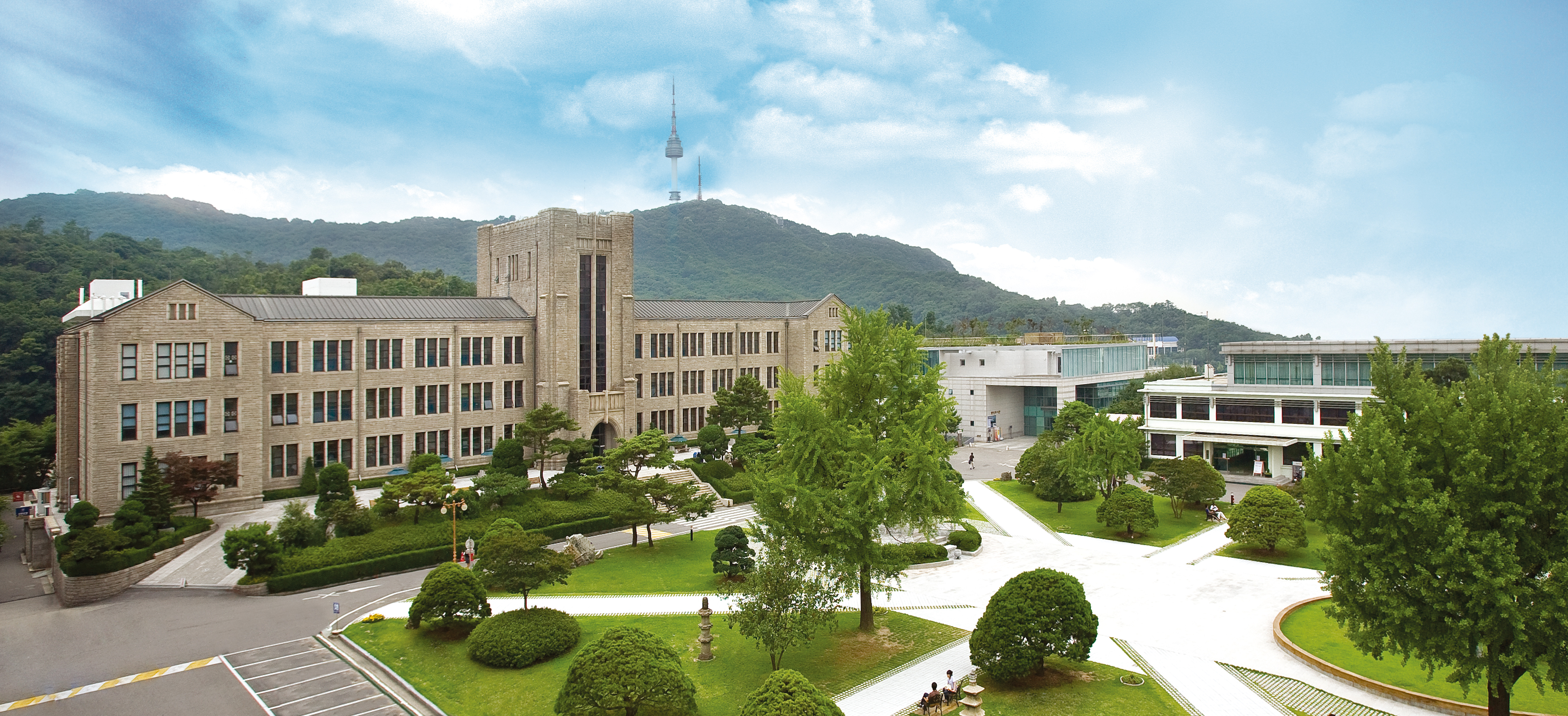
حرم جامعي دونكوك
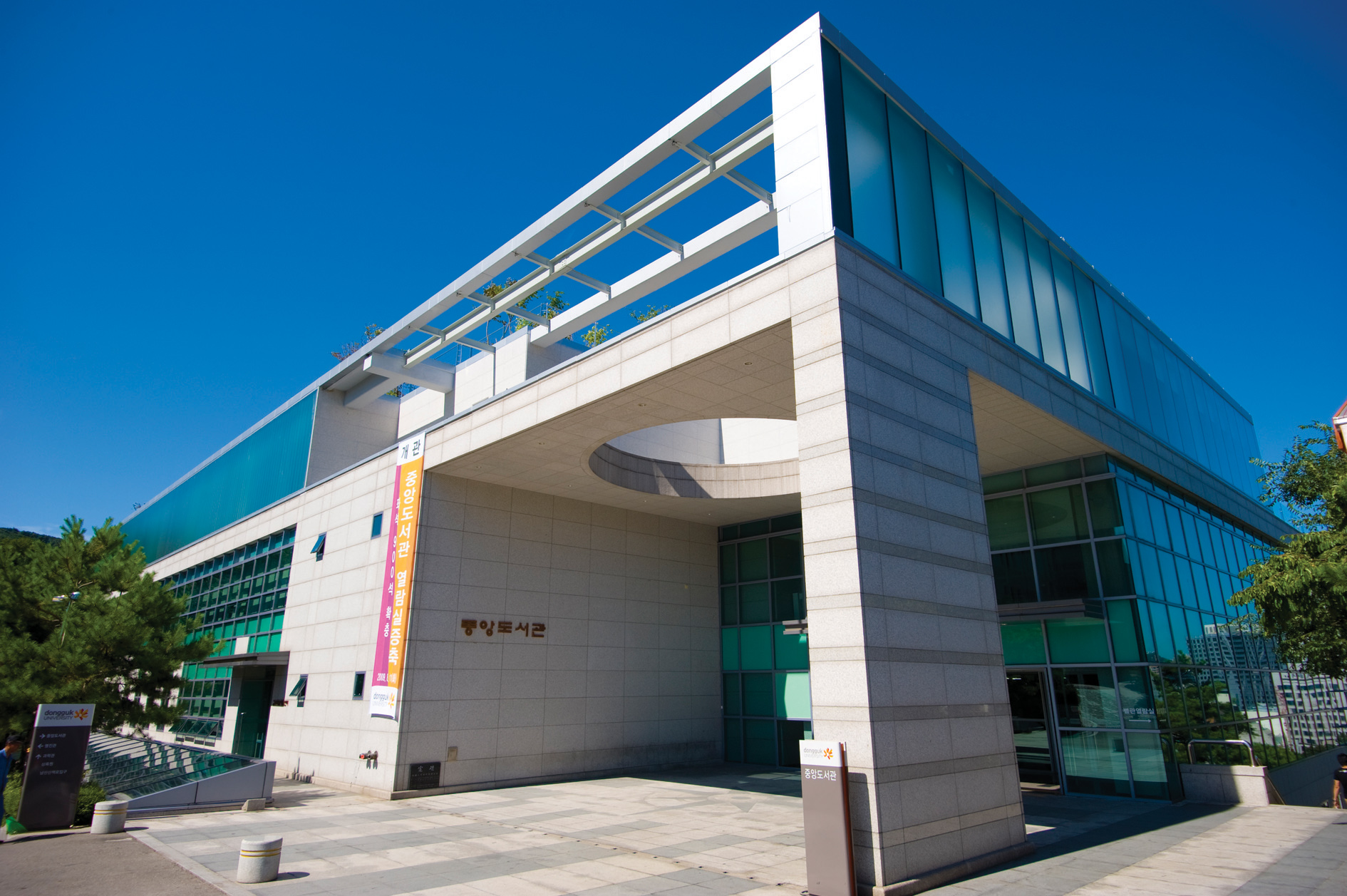
مكتبة جامعة دونكوك
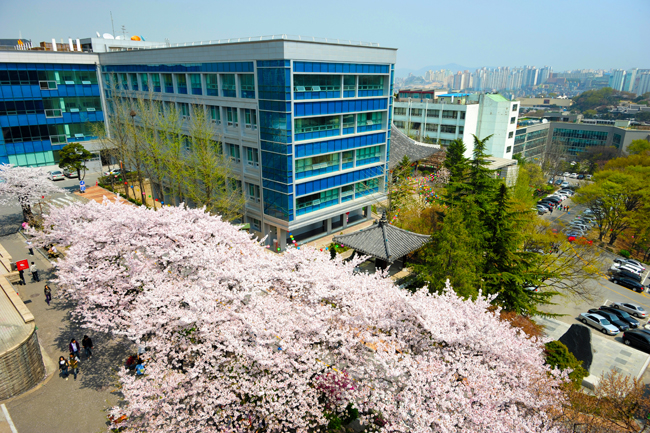
فصل الربيع وهو يزين جامعة دونكوك
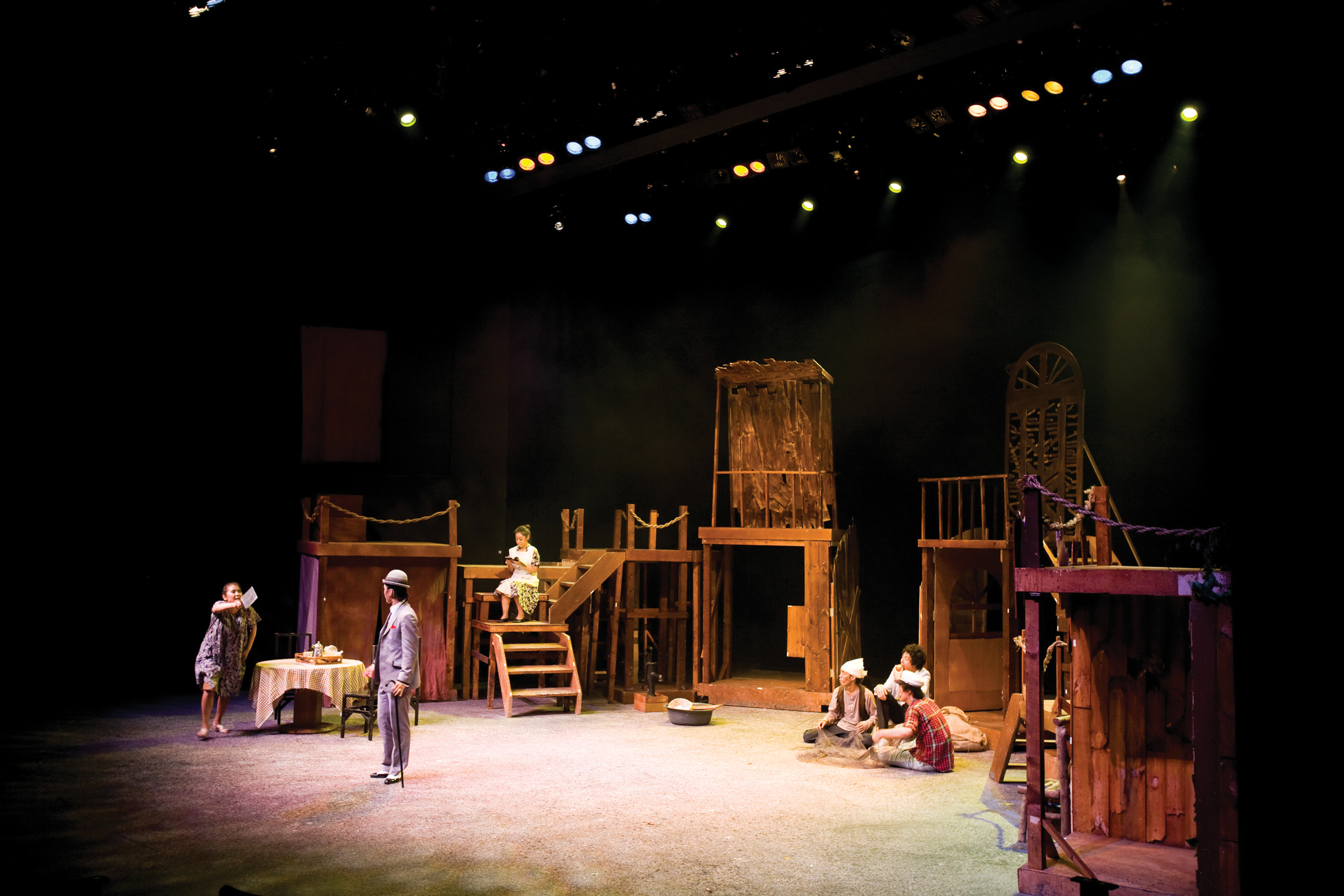
كلية الفنون، جامعة دونكوك
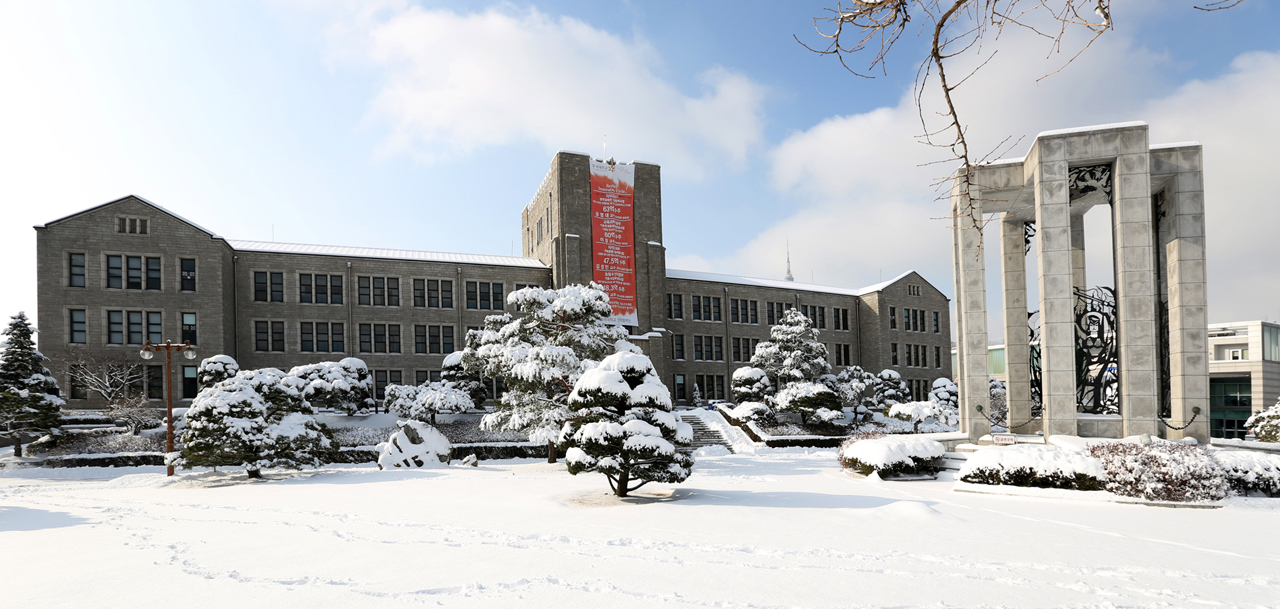
فصل الشتاء في حرم جامعة دونكوك
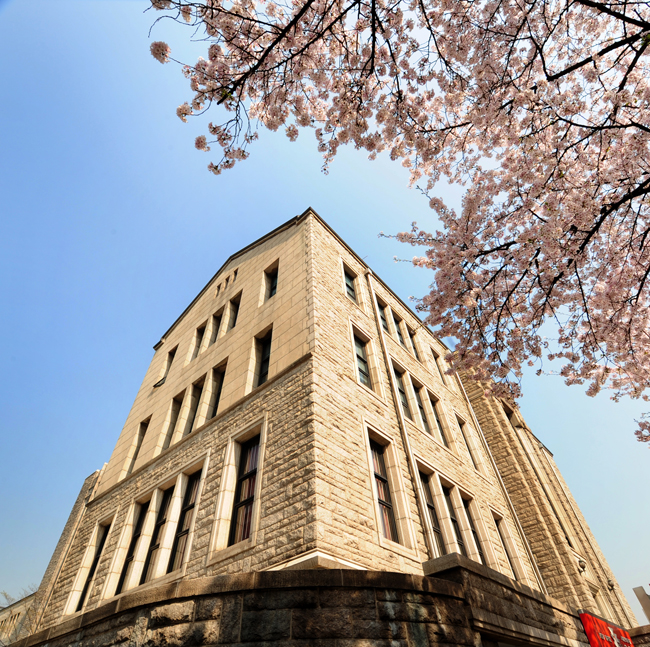
قاعة ميونغ جينغوان، المبنى الأقدم في جامعة دونكوك
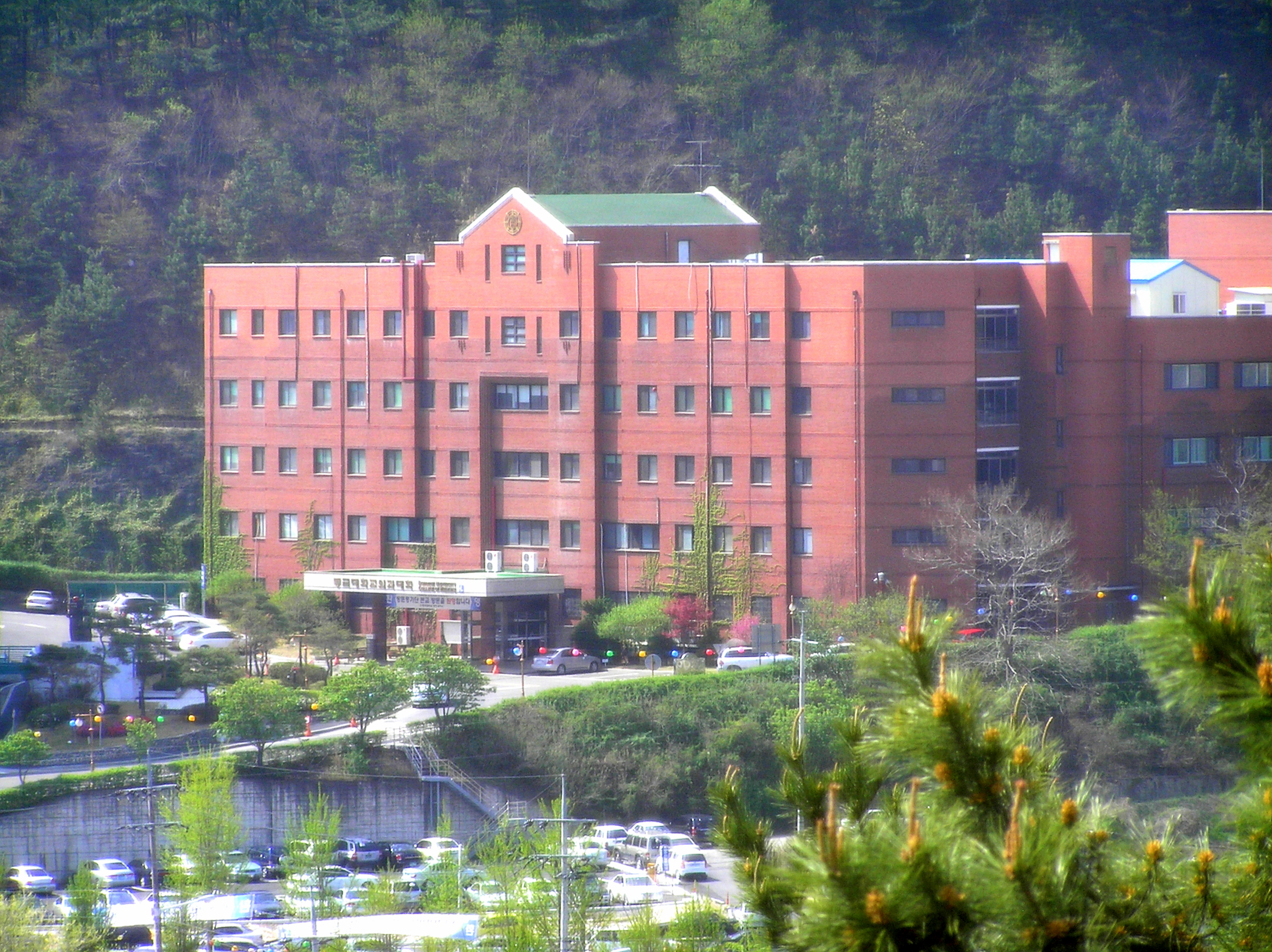
مدرسة الطب، جامعة دونكوك
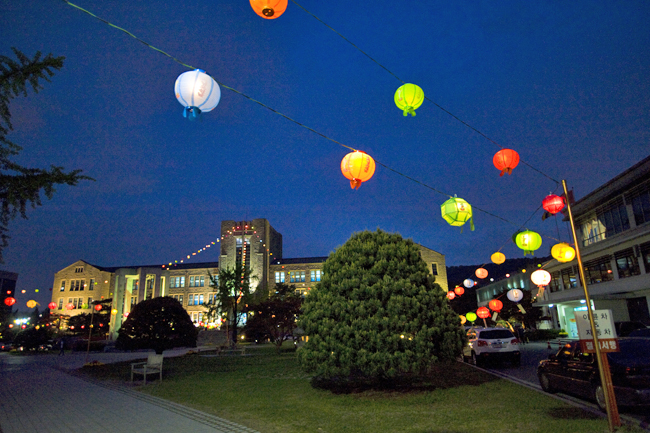
جامعة دونكوك تحت جناح الليل
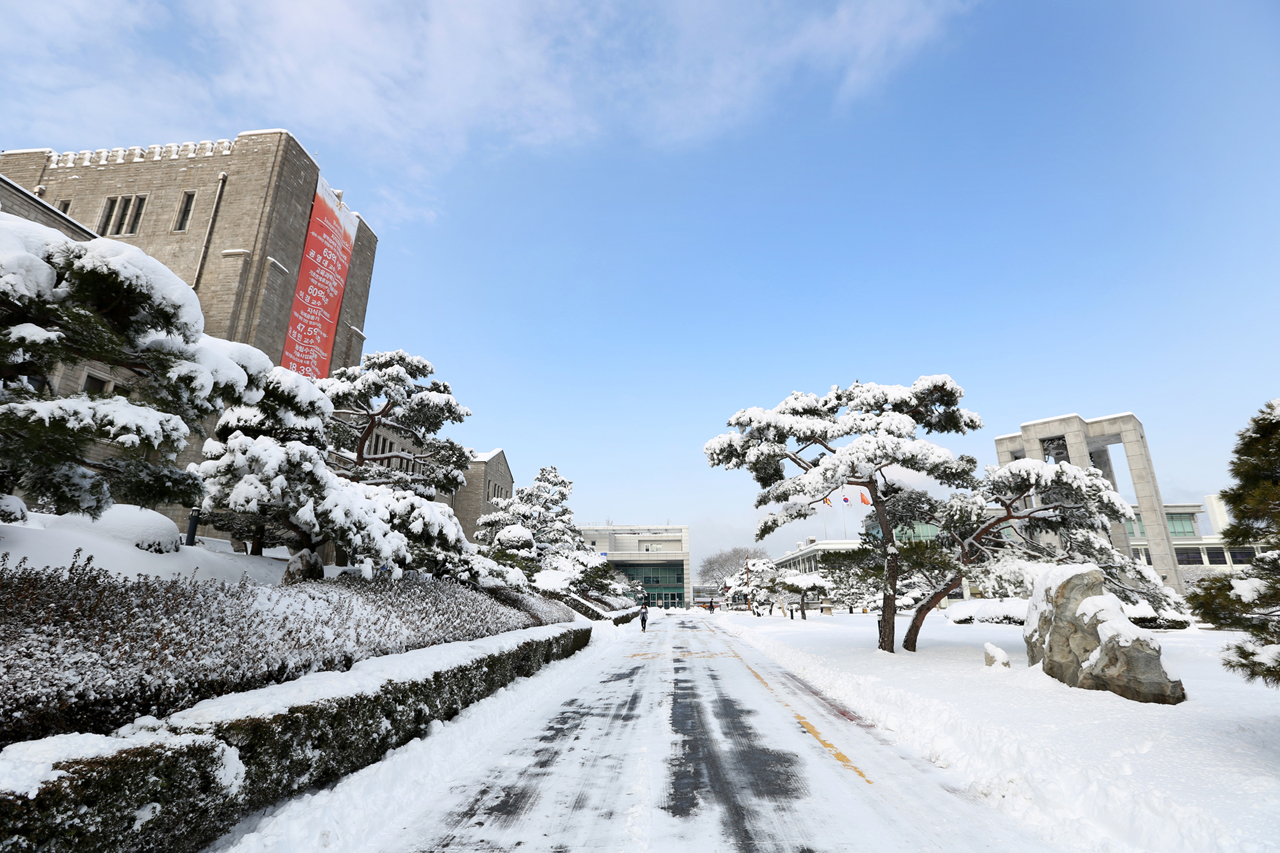
فصل الشتاء في جامعة دونكوك
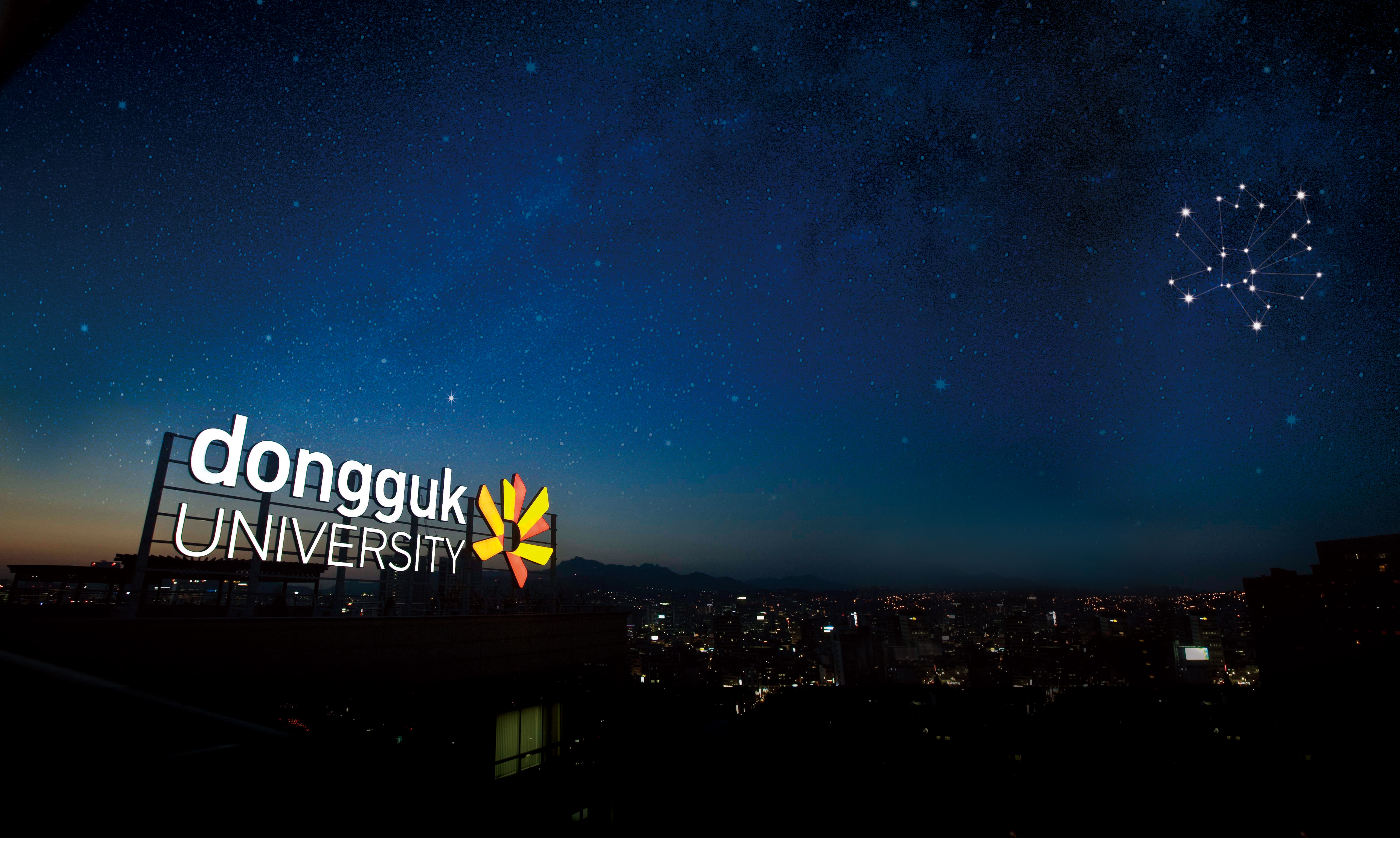
جامعة دونكوك في الليل
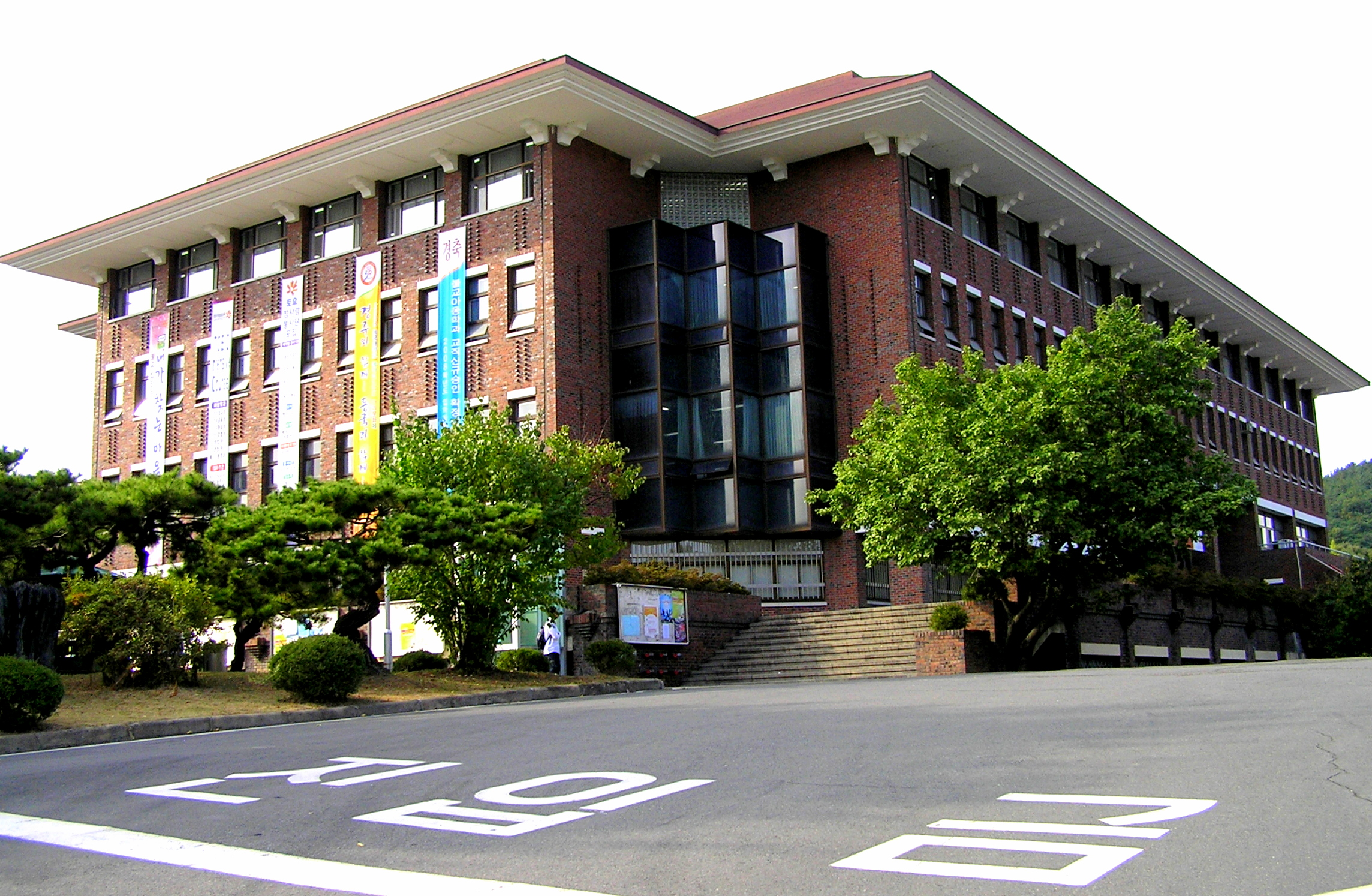
مكتبة جامعة دونكوك
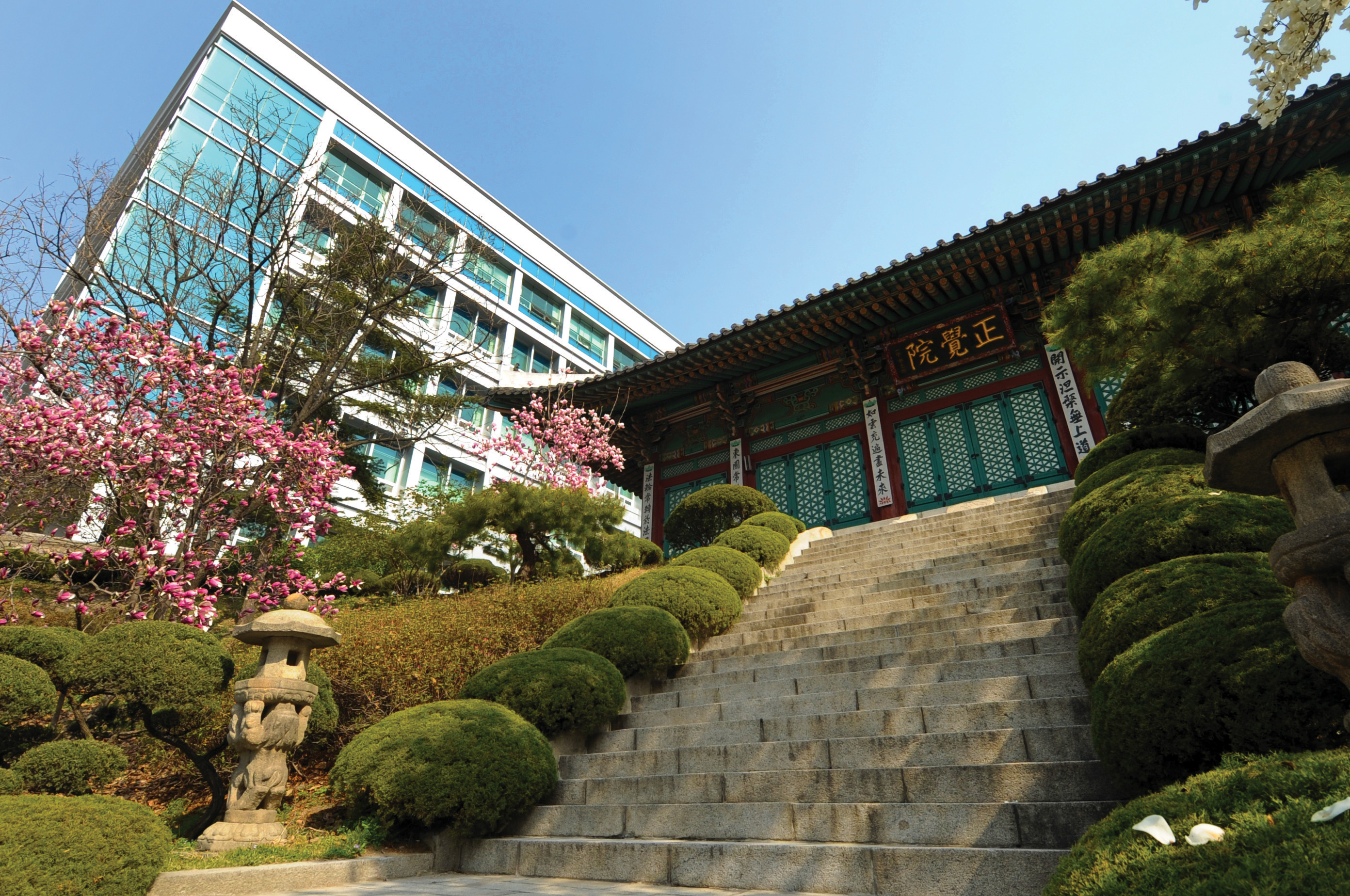
معبد حونغ حاك وون البوذي، حرم جامعة دونكوك
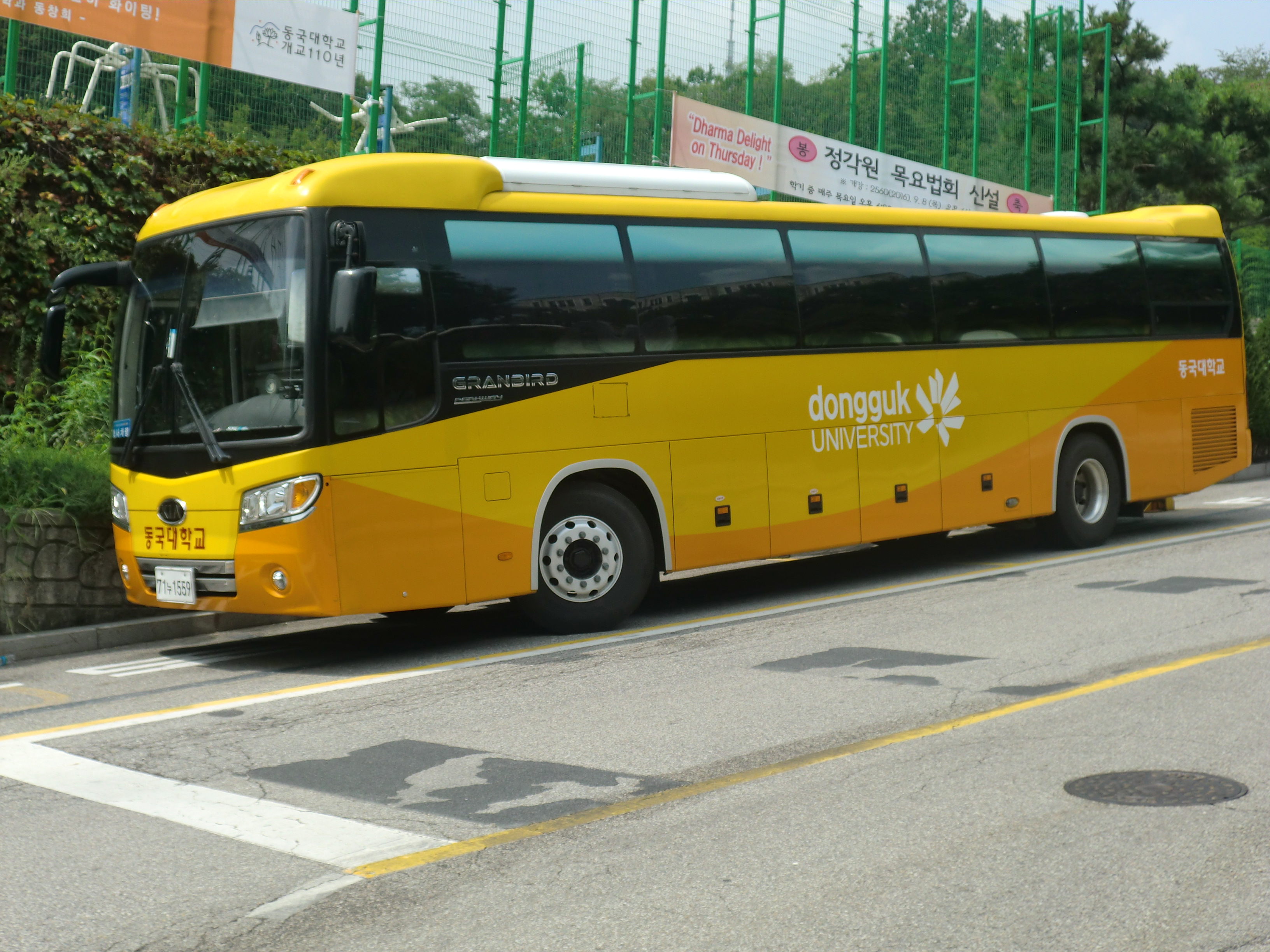
الحافلة الخاصة بجامعة دونكوك
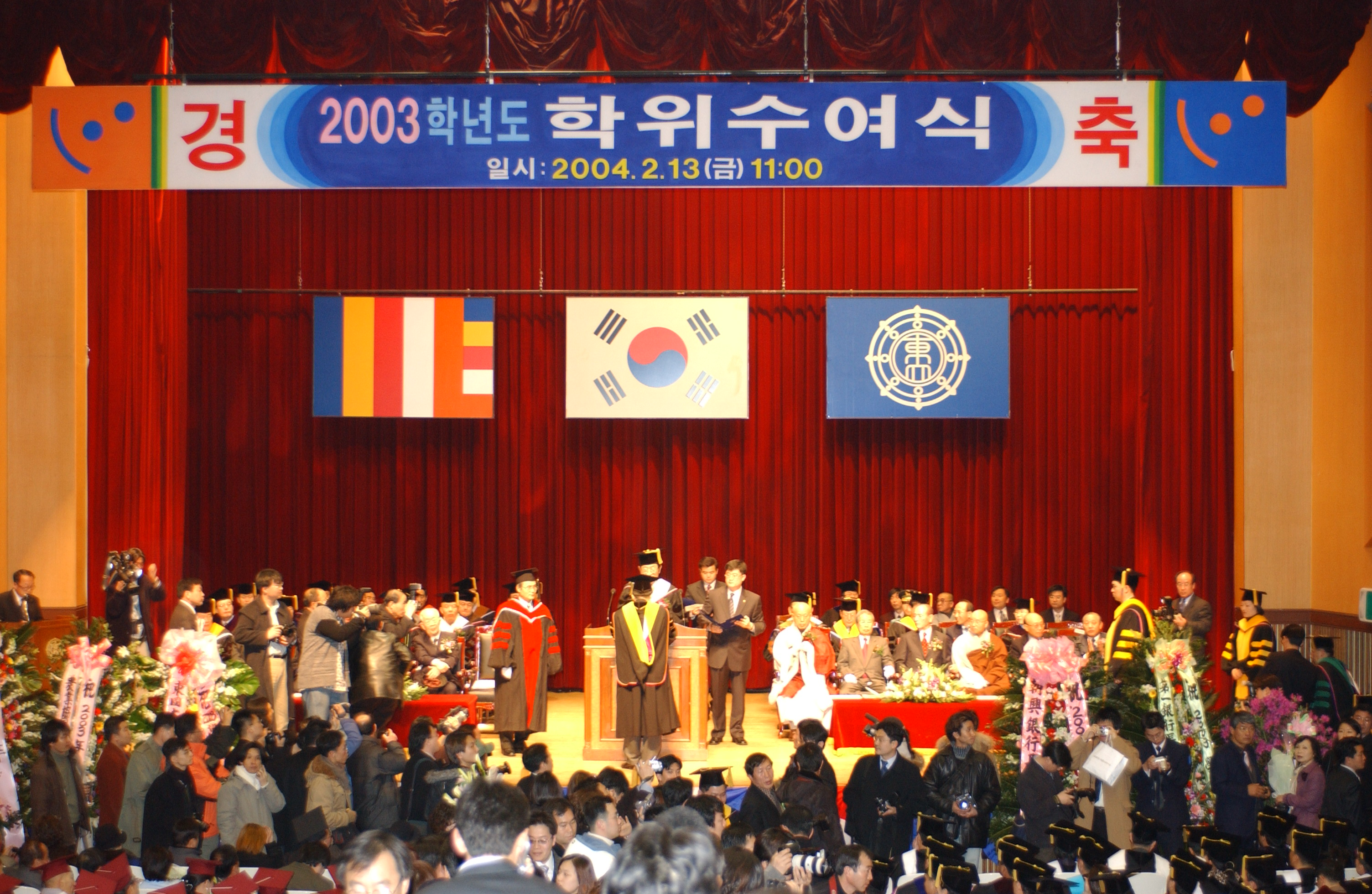
حفل التخرج، جامعة دونكوك
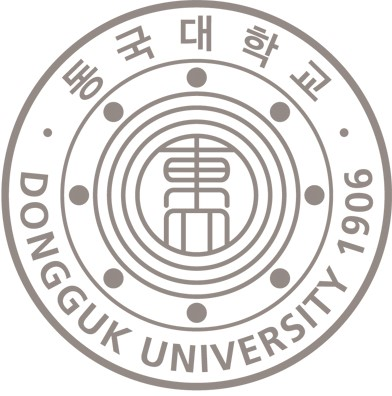
شعار جامعة دونكوك السابق
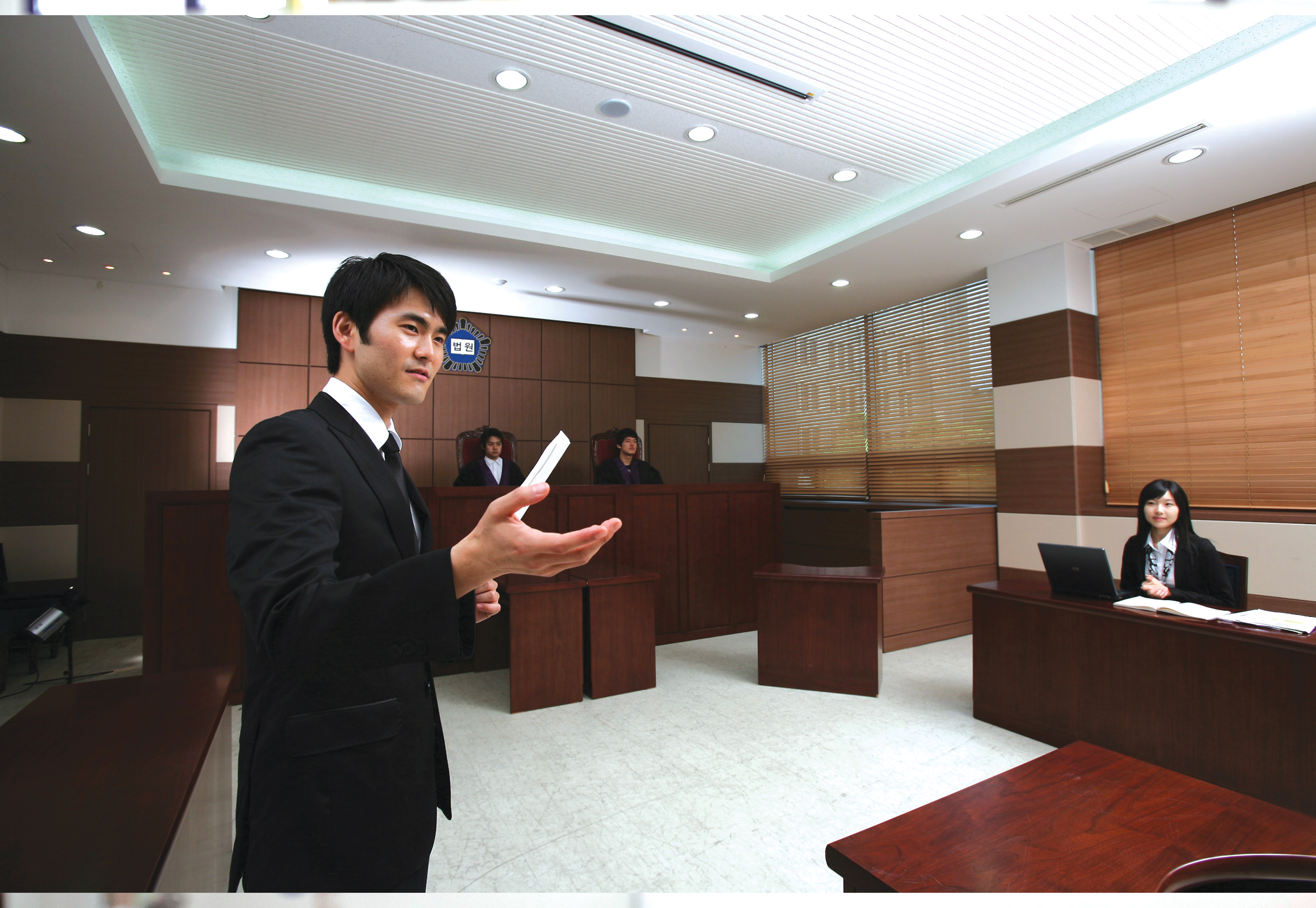
كلية الحقوق، جامعة دونكوك
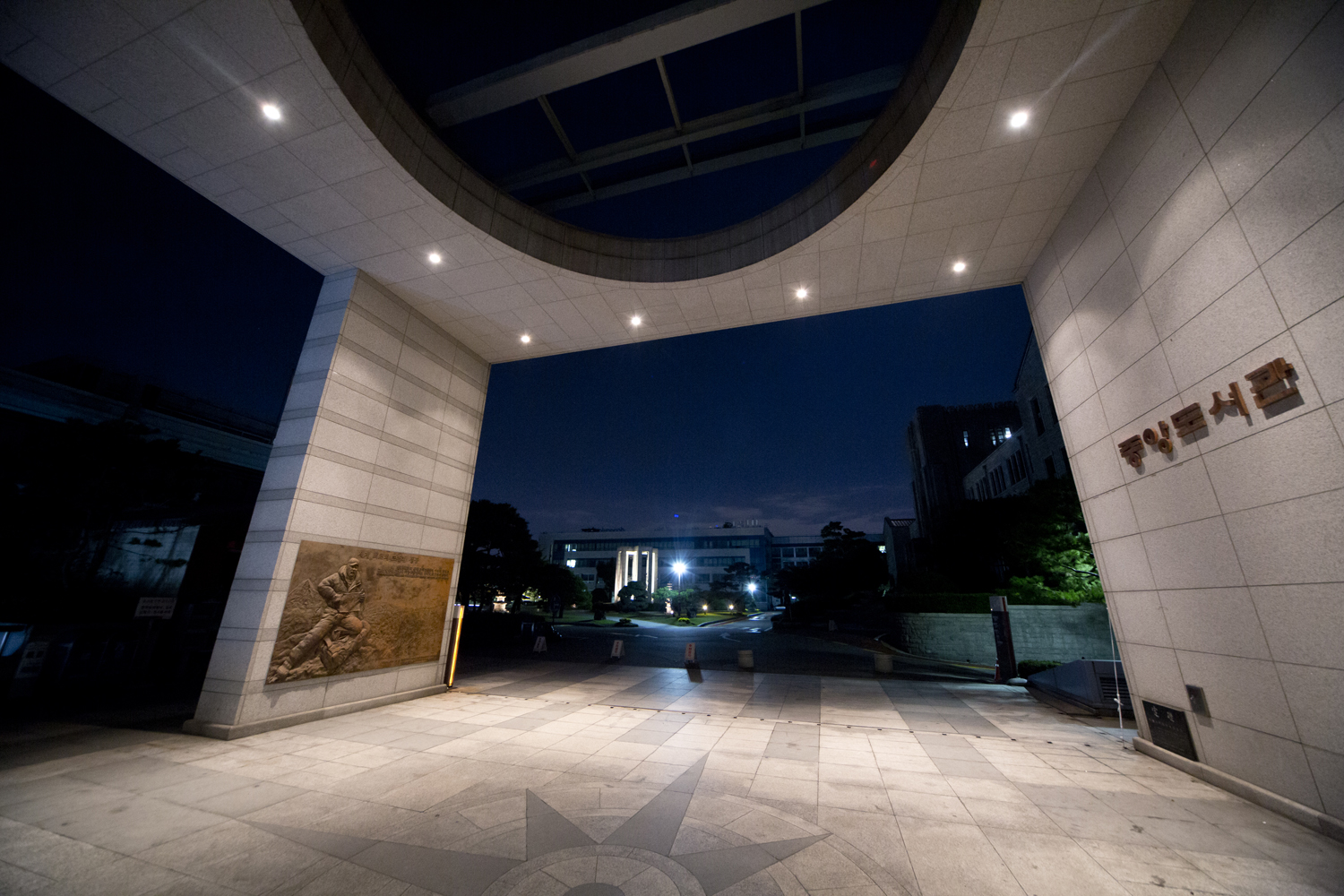
مكتبة جامعة دونكوك
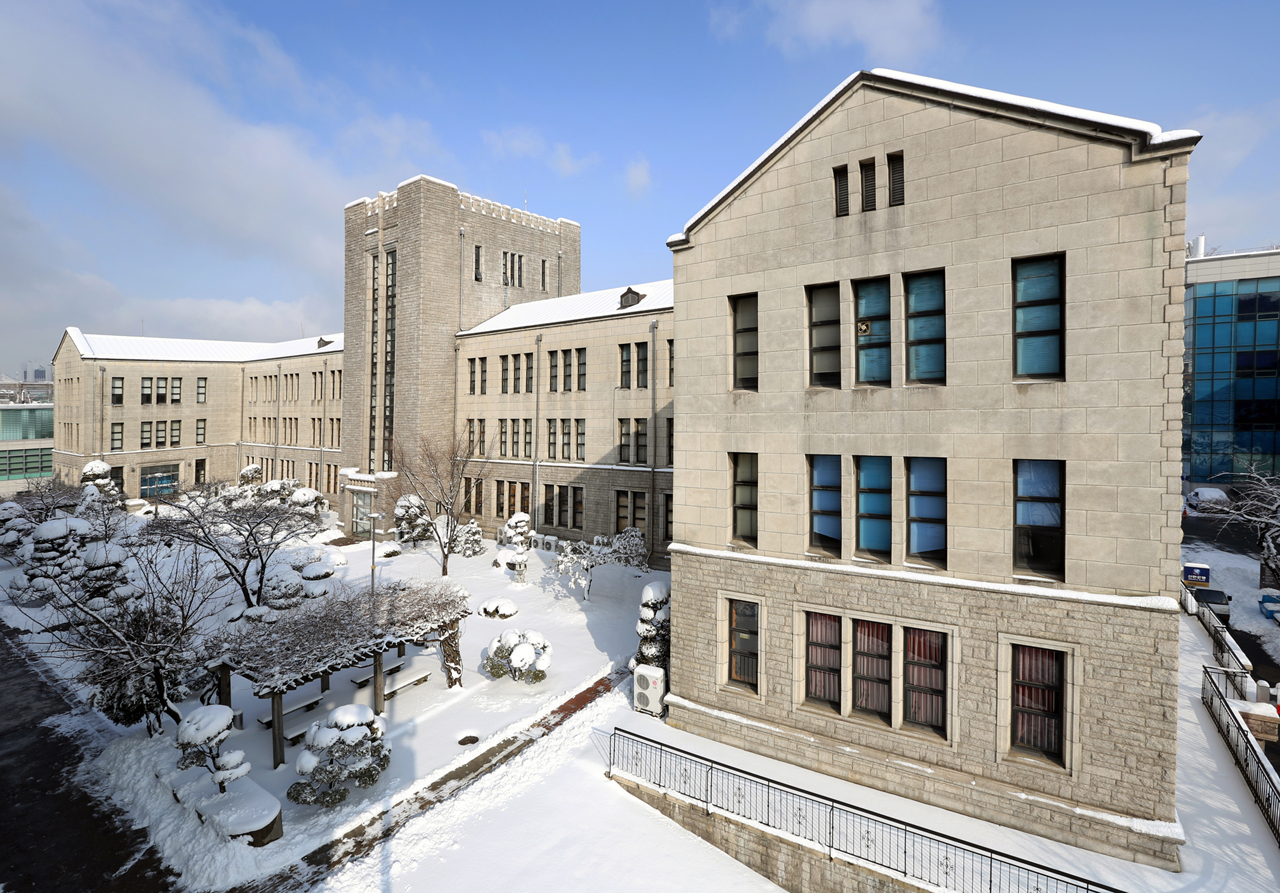
فصل الستاء في جامعة دونكوك
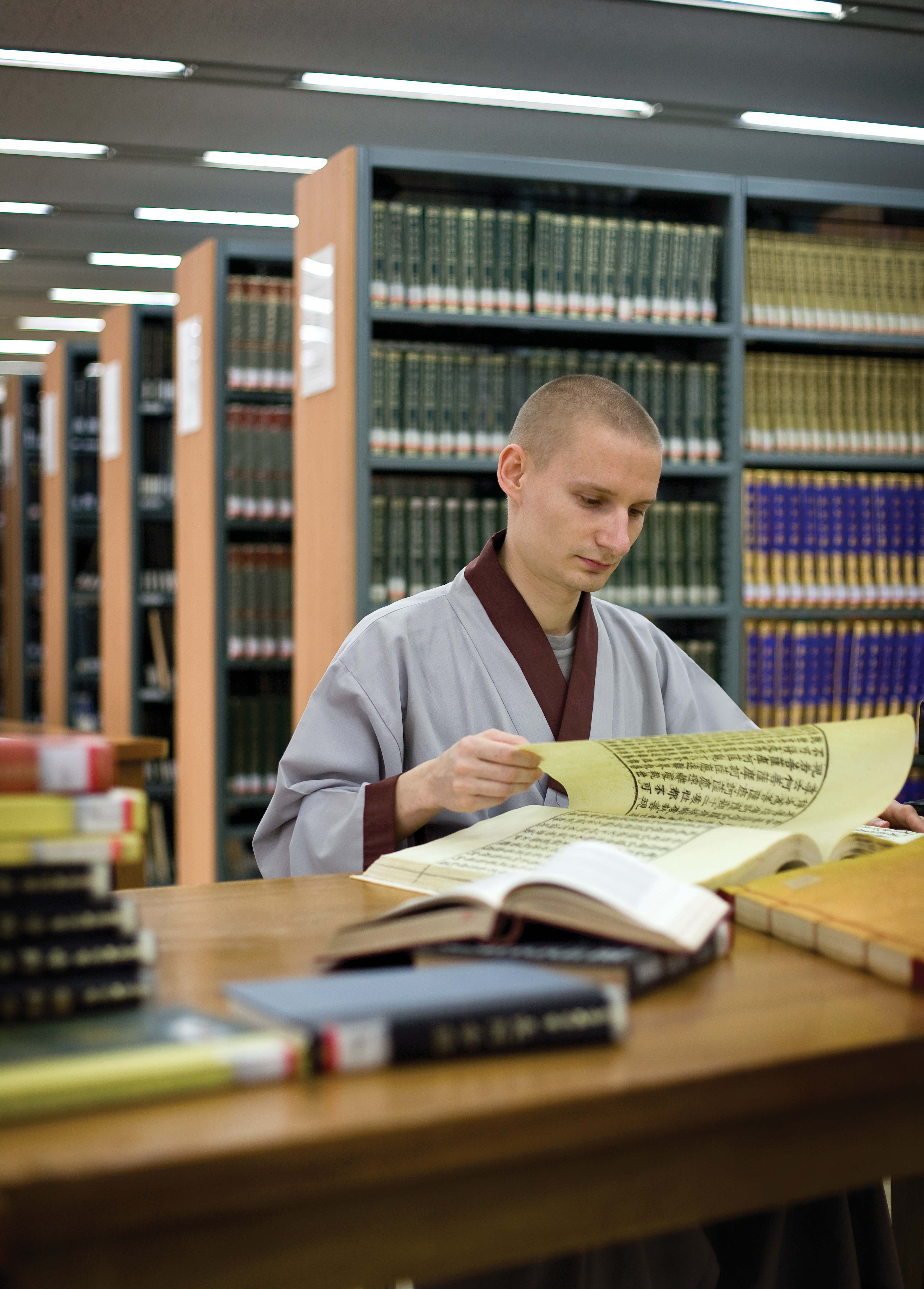
أحد الطلبة معتكف في مكتبة دونكوك
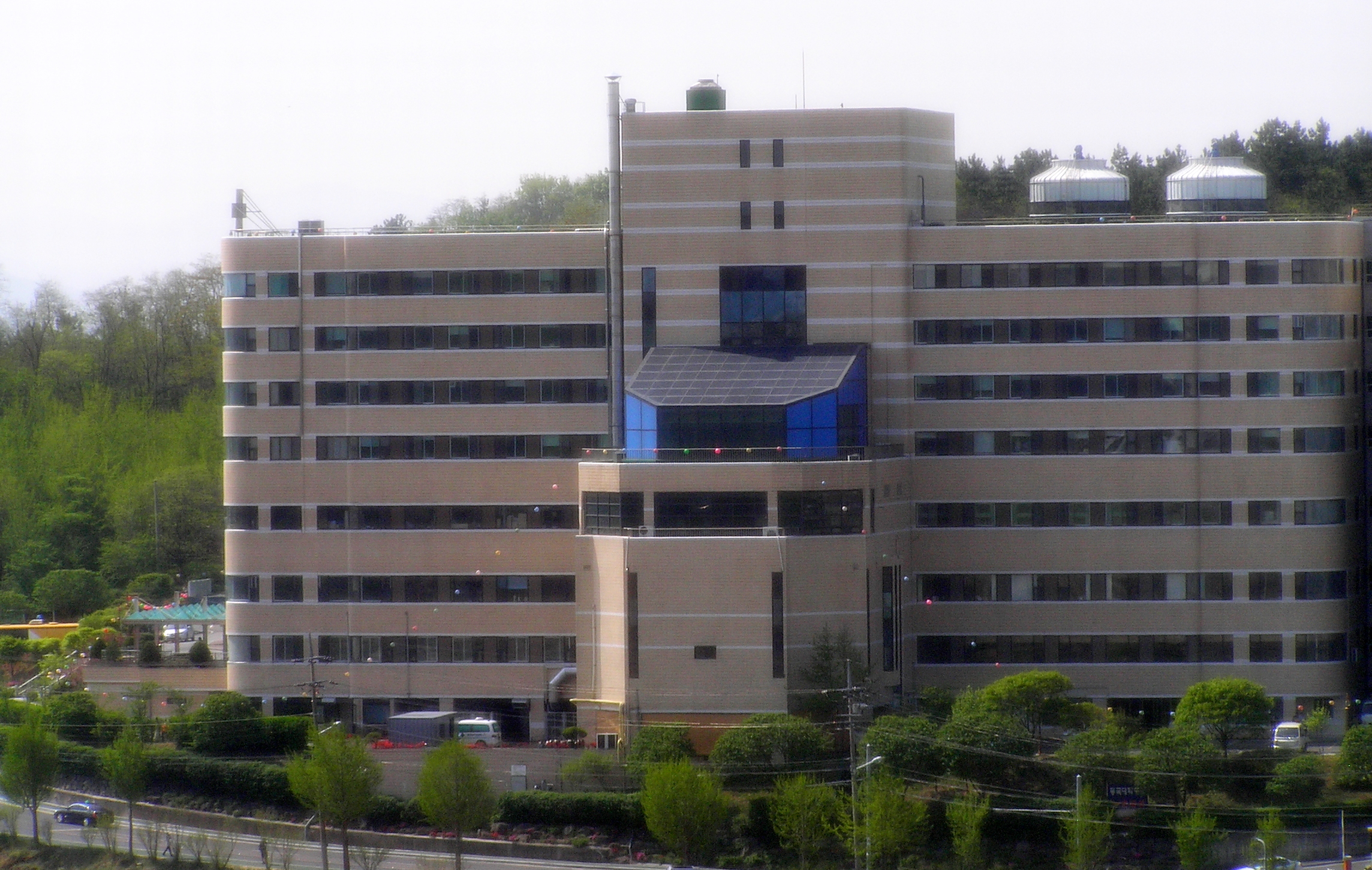
مستشفى جامعة دونكوك
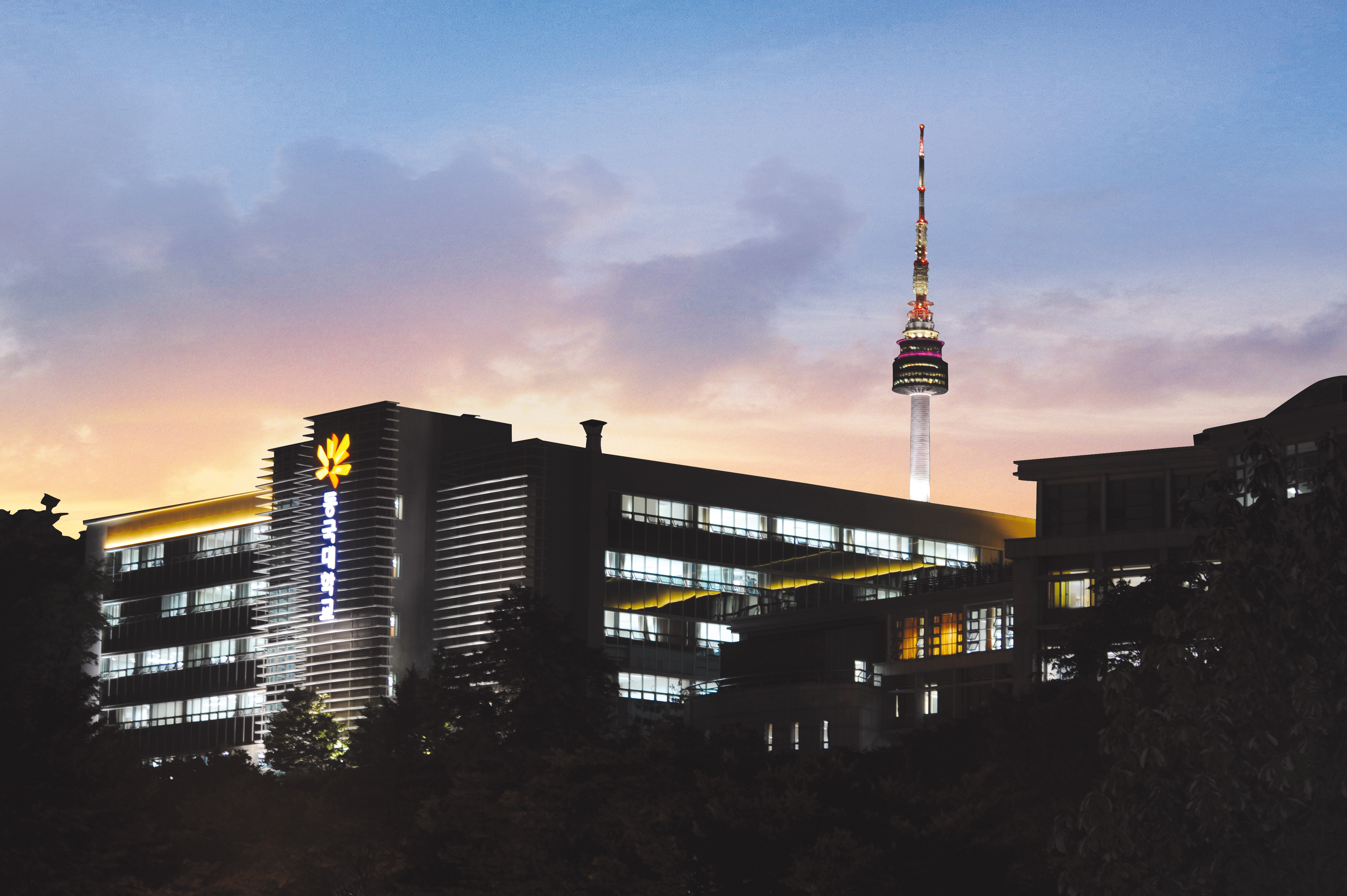
حرم جامعة دونكوك
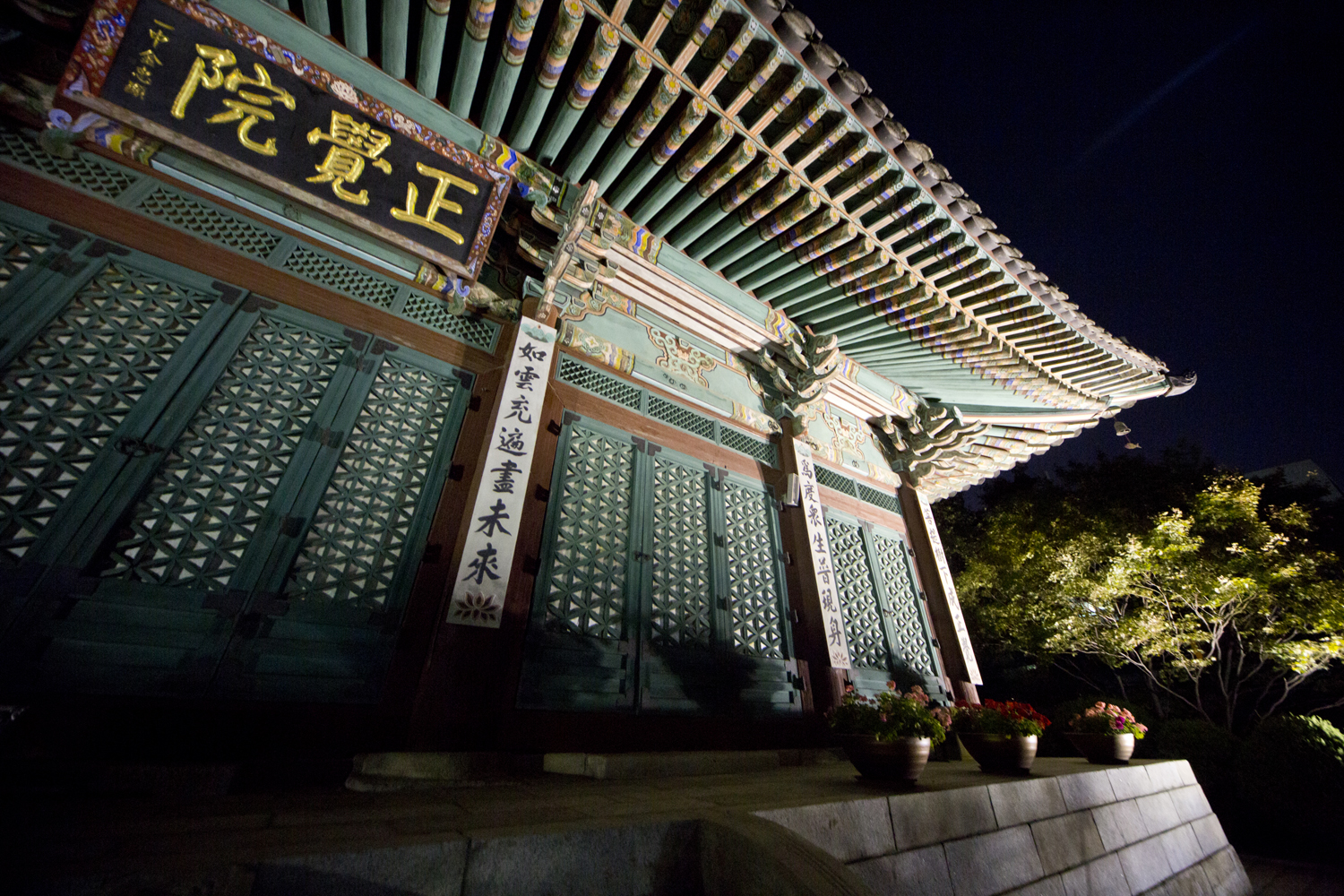
جامعة دونكوك
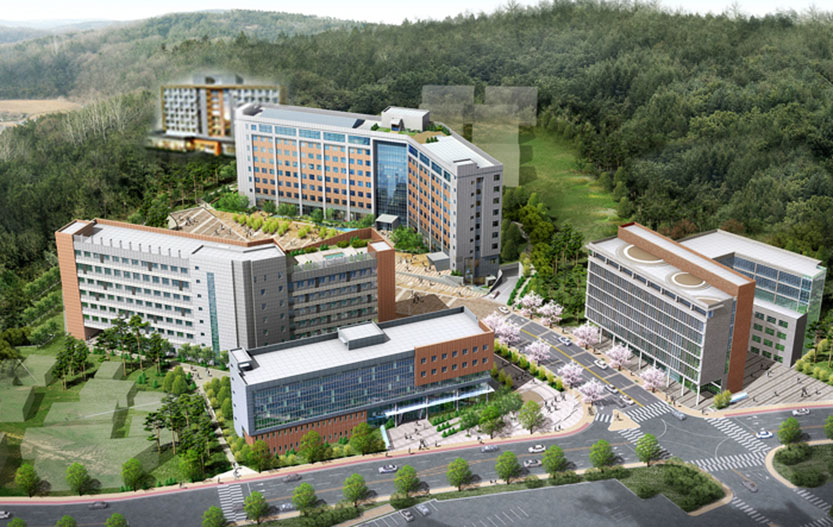
حرم إلسان، جامعة دونكوك
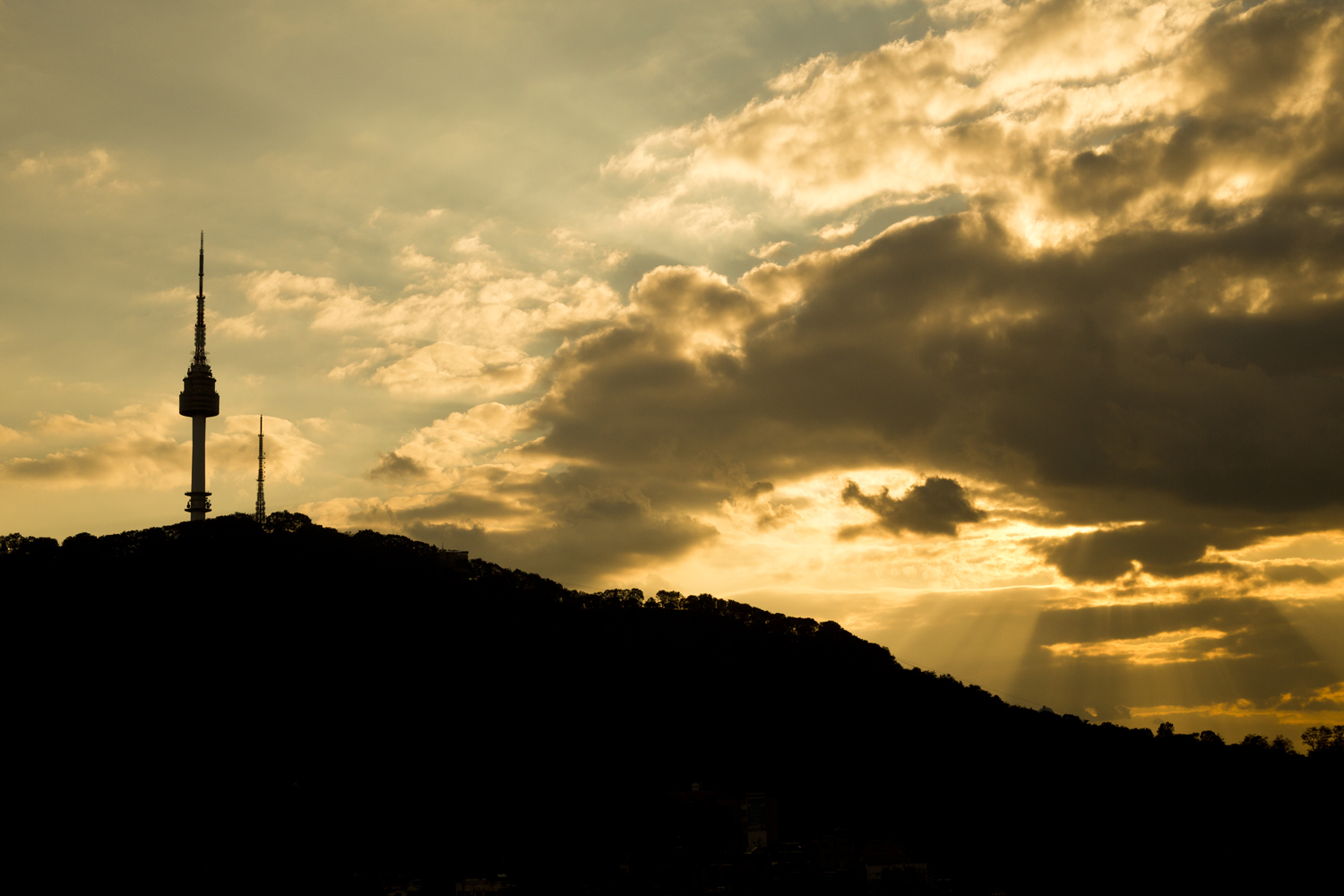
وقت الغروب، جامعة دونكوك
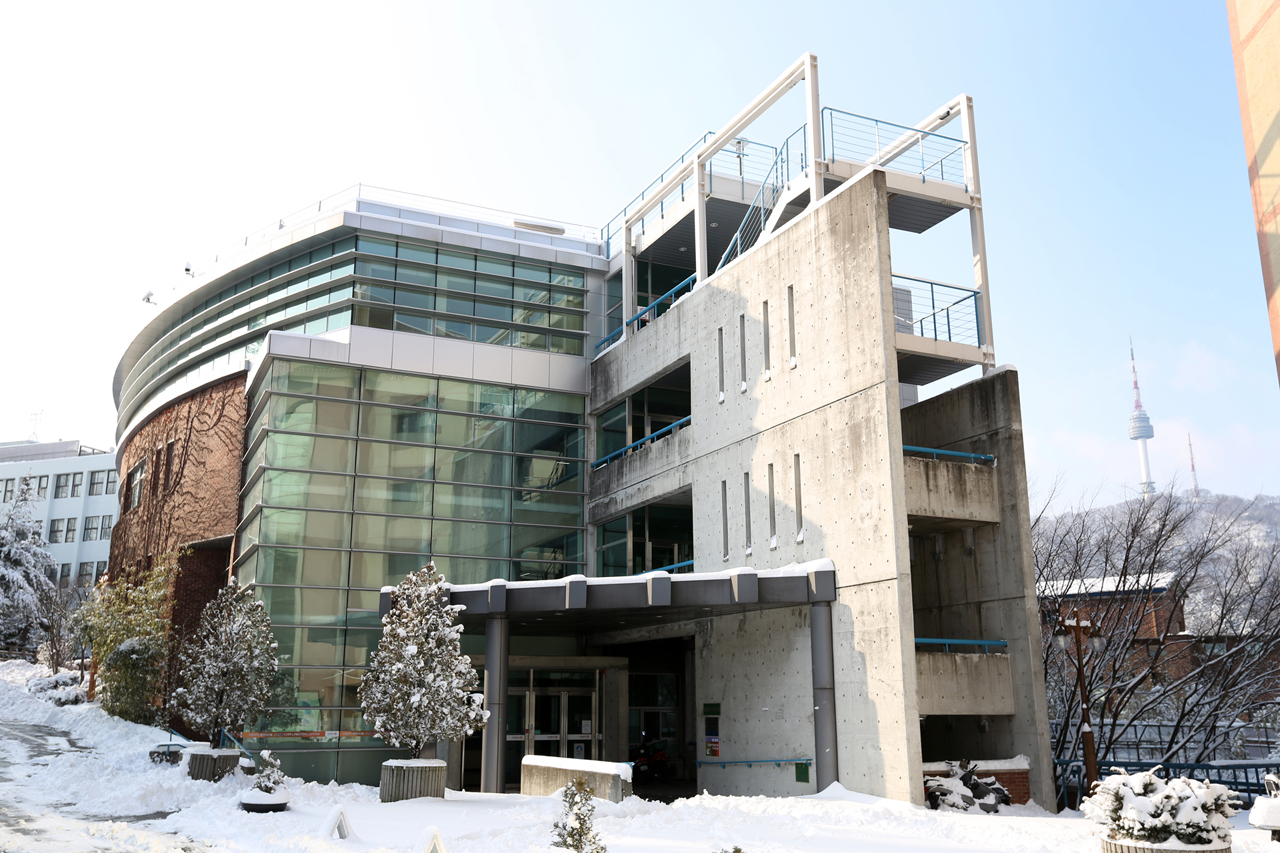
فصل الستاء في جامعة دونكوك
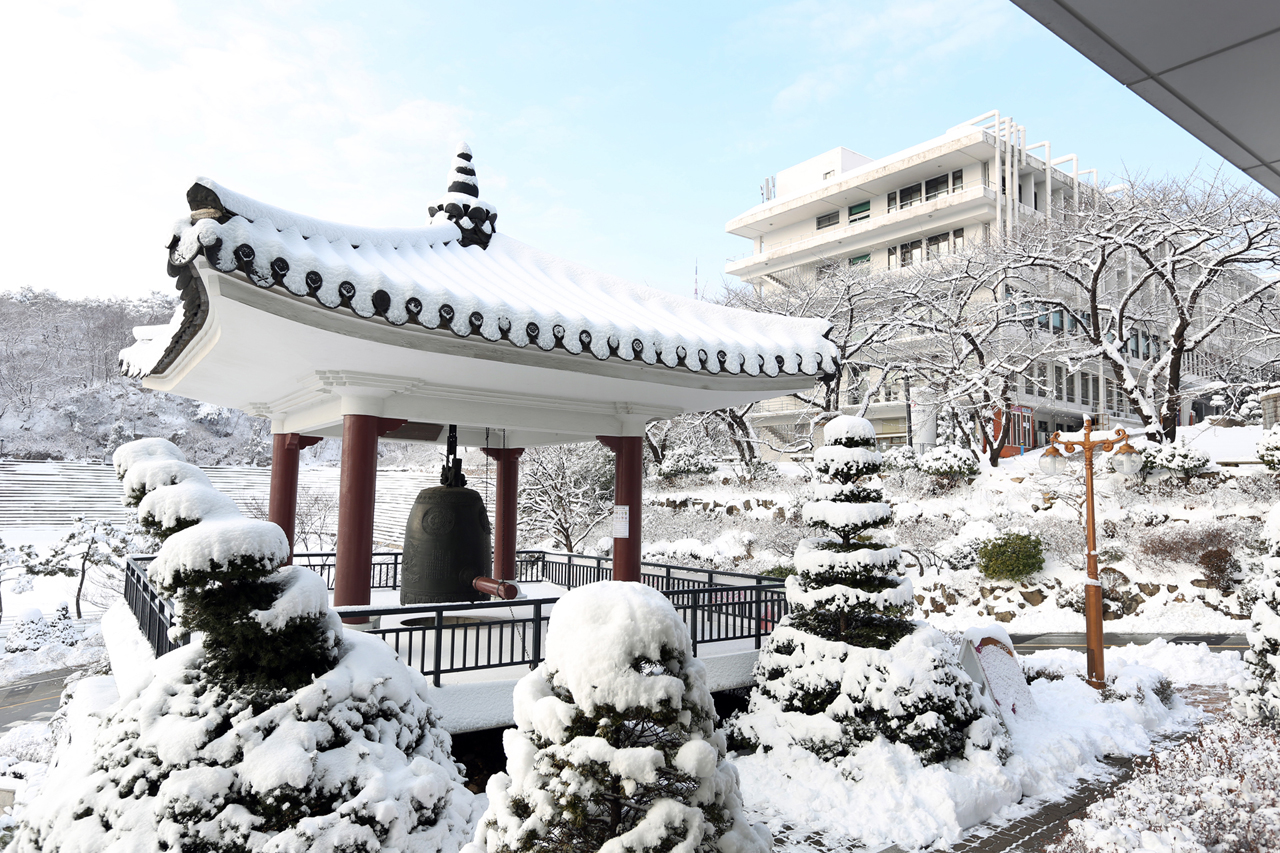
فصل الستاء في جامعة دونكوك
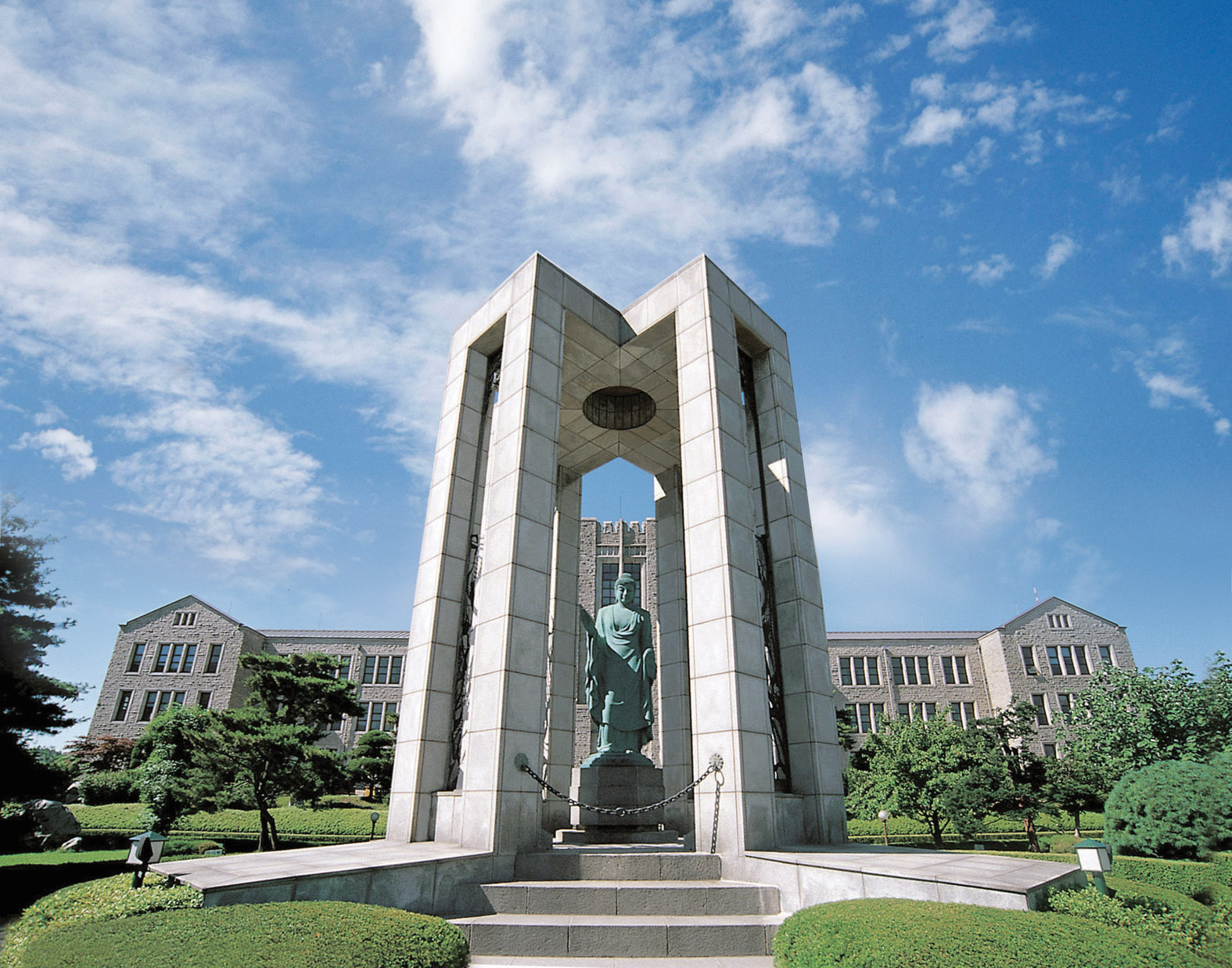
حرم جامعة دونكوك
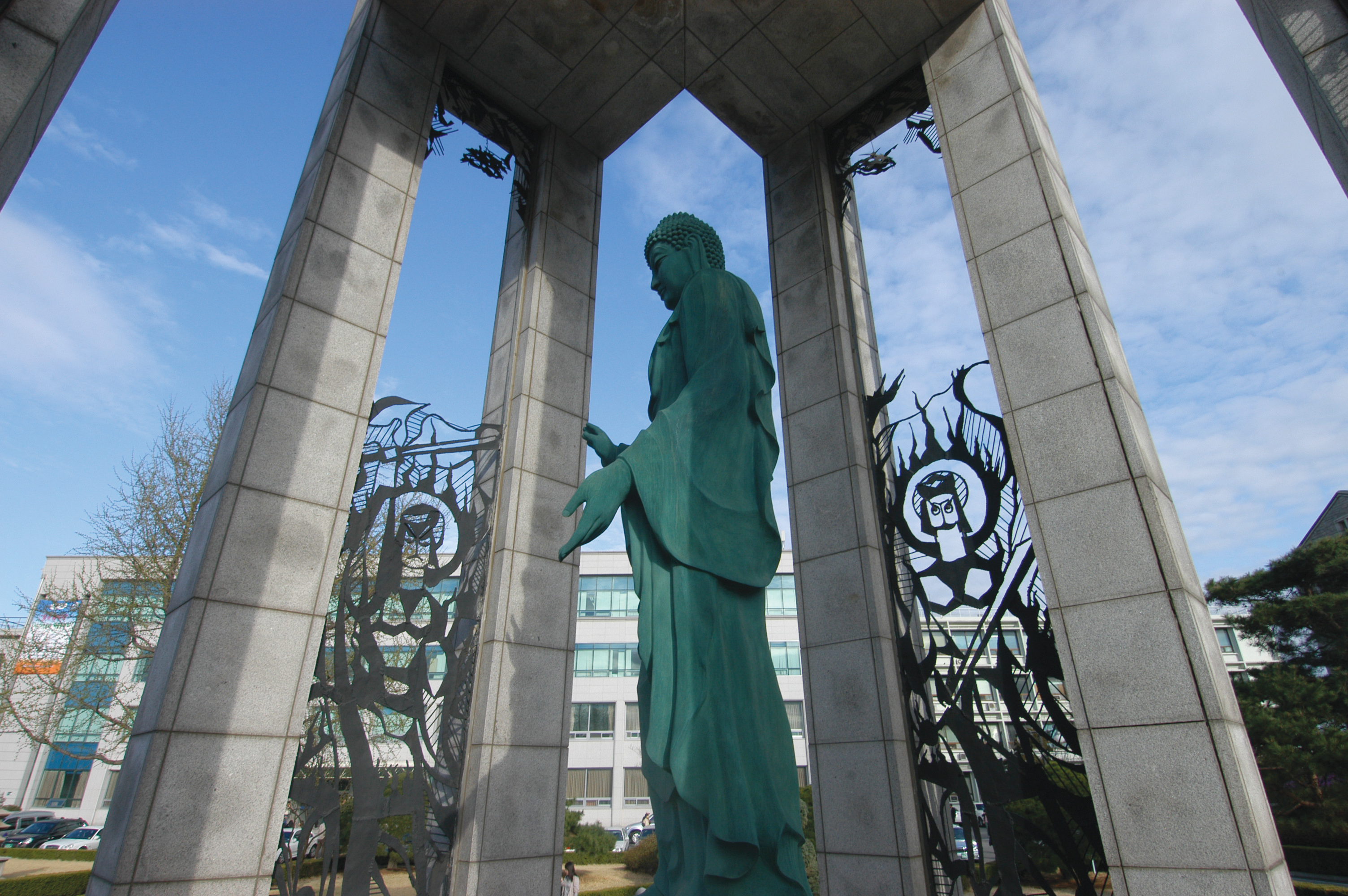
حرم جامعة دونكوك
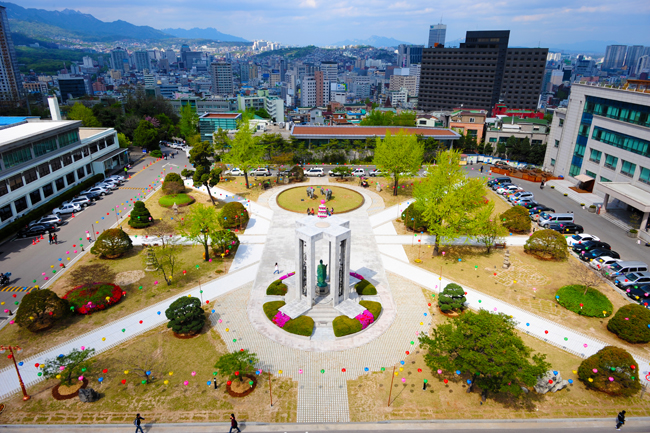
فصل الربيع في جامعة دونكوك
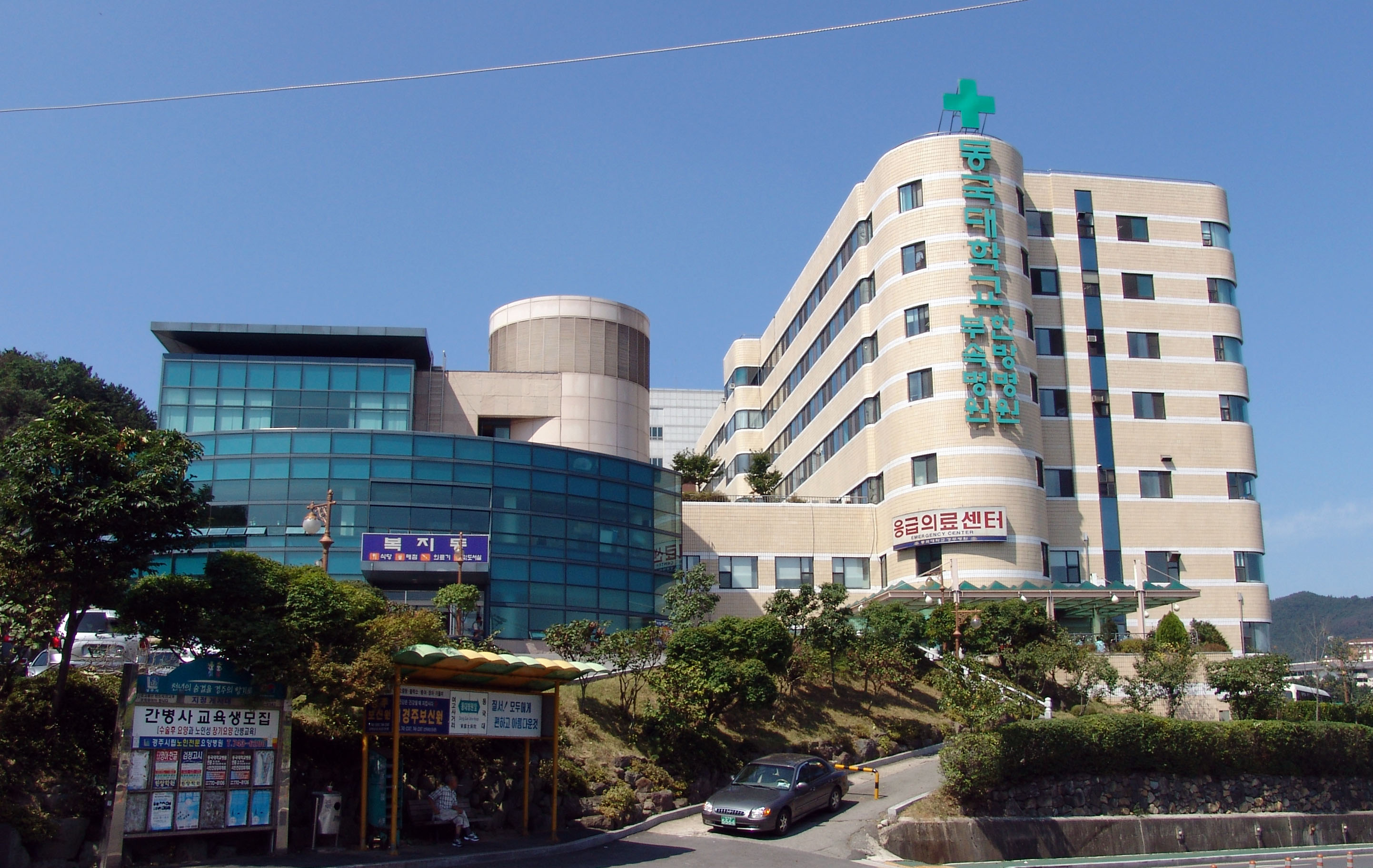
مستشفى جامعة دونكوك
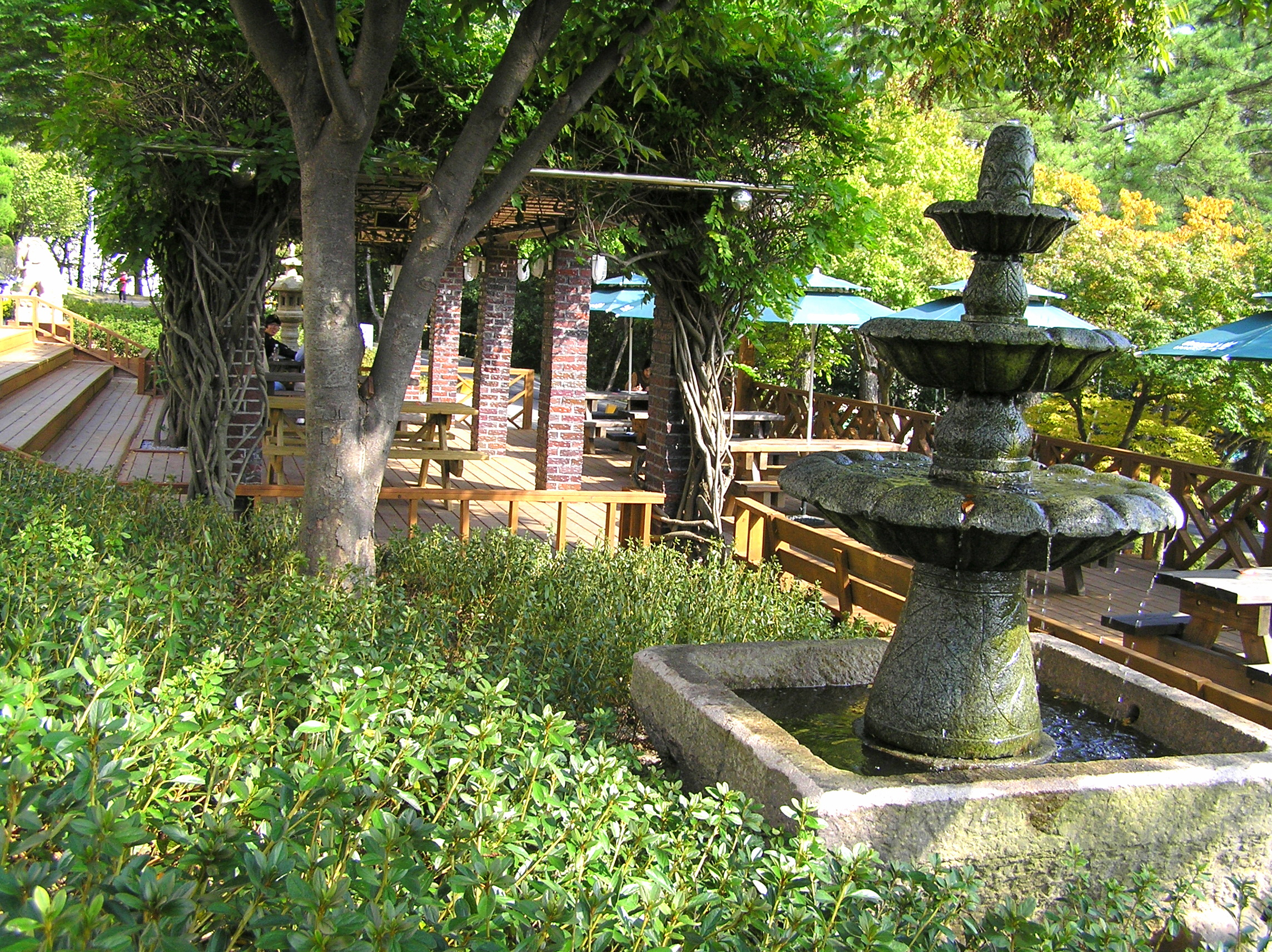
مرتع استرخاء الطلاب في جامعة دونكوك